# Curzon
Pour les articles homonymes, voir Curzon (homonymie).
Curzon est une commune du Centre-Ouest de la France située dans le département de la Vendée et la région des Pays-de-la-Loire.
Administrativement rattachée à l’arrondissement des Sables-d’Olonne, Curzon est l’une des vingt communes fondatrices de Vendée-Grand-Littoral, une structure intercommunale créée en 2017 sous le nom de « communauté de communes Moutierrois-Talmondais », issue de la fusion du Pays-Moutierrois et du Talmondais.
Port maritime du golfe des Pictons et siège d’un archiprêtré au Moyen Âge, la commune connaît un véritable essor artisanal et agricole à la fin du XIXe siècle en atteignant près d’un millier d’habitants. Curzon jouit depuis les années 2000 d’une position géographique stratégique, alors qu’elle est effleurée au Port-la-Claye par la route départementale 949 — qui relie Fontenay-le-Comte aux Sables-d’Olonne — et qu’elle est localisée à une quinzaine de kilomètres de Luçon et à une vingtaine des plages de la Côte de Lumière.
Encerclé par les plaines d’Angles et de Luçon, le territoire municipal relève en grande partie du Marais poitevin, dans un ensemble marqué par des marais mouillés arrosés par plusieurs bras du Lay et de nombreux canaux. Aussi, le marais communal de Curzon, administré par la municipalité, est le plus important communal du parc naturel régional du Marais poitevin, une structure administrative dont la commune est membre depuis 2014.

## Géographie

### Localisation
Curzon se situe à l’extrémité sud-est de l’arrondissement des Sables-d’Olonne, au sud-ouest du département de la Vendée et au sud de la région des Pays-de-la-Loire.
Les deux principales agglomérations de la commune, le bourg de Curzon et le village de Port-la-Claye, sont séparées d’environ 2,5 km et à 1,6 km d’une extrémité à l’autre.
Les villes voisines de Curzon sont Angles (10 km), Luçon (12 km), Mareuil (14 km), la Tranche (18 km) et l’Aiguillon (23 km).
Les bourgs les plus proches de celui de Curzon sont Saint-Cyr (3 km), la Claye (5 km), Saint-Benoist (5 km), Saint-Sornin (7 km), la Jonchère (7 km), la Bretonnière (7 km) et Lairoux (7 km).

### Communes limitrophes

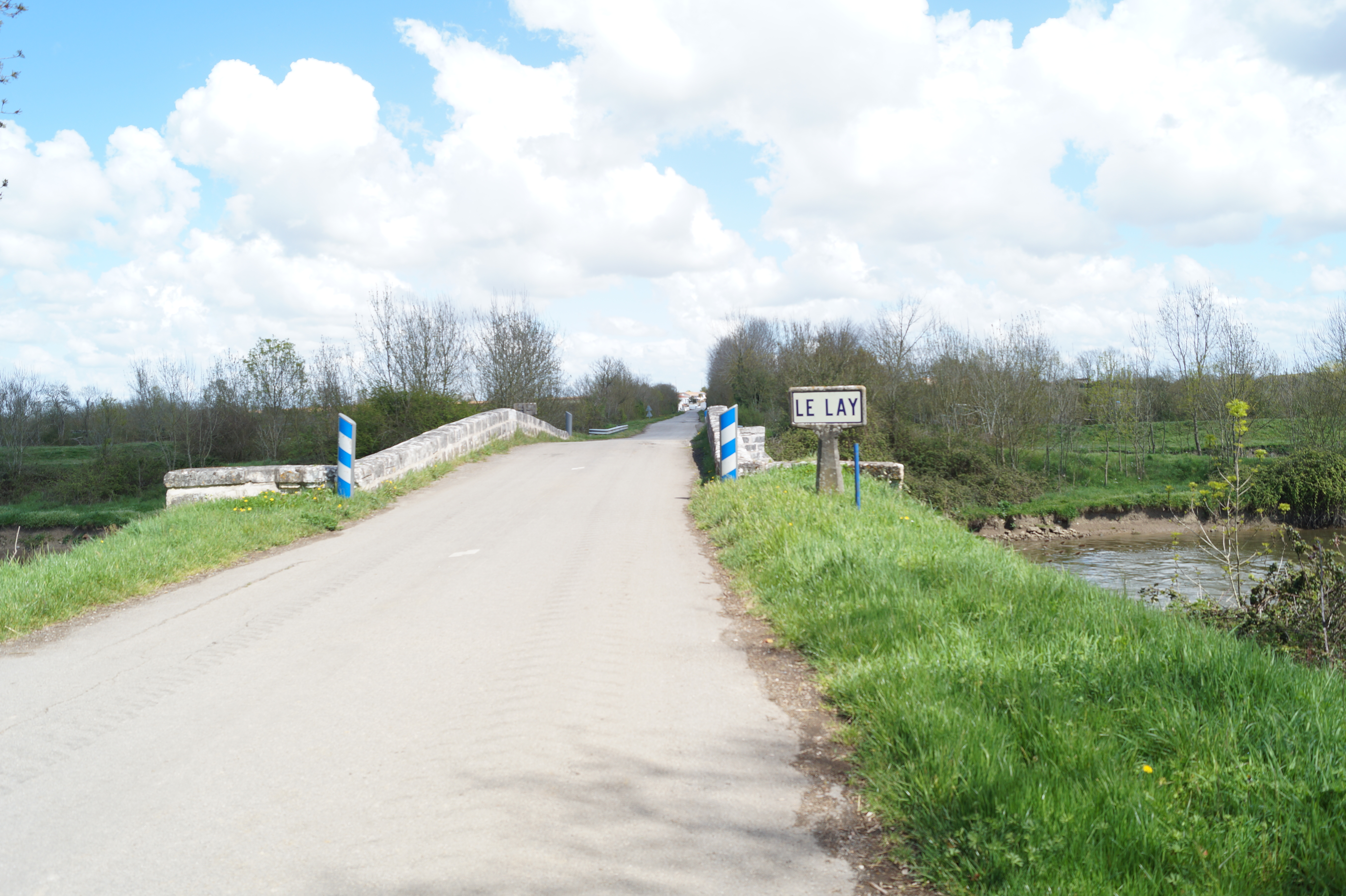
Le pont à trois arches du Port-la-Claye, séparant Curzon de trois autres communes.

Au nord de la commune, Curzon est séparé de Saint-Cyr-en-Talmondais par un chemin de plaine assimilé à une ancienne voie gauloise reliant Jard à Poitiers, le « chemin des Sauniers ».
Au pont à trois arches du Port-la-Claye, en plus de Saint-Cyr-en-Talmondais et Lairoux, la commune est limitrophe de La Bretonnière-la-Claye par un quadripoint.
À partir de ce point, le lit du cours principal du Lay délimite Curzon de Lairoux jusqu’à une inflexion du fleuve vers le sud-ouest entre les Balises (côté Curzon) et le Pré-Canteau (côté Saint-Benoist-sur-Mer).
Des Balises à l’extrémité ouest de la rue du Grand-Moulin, la commune est départagée de Saint-Benoist-sur-Mer par le biais de voies rurales et la route départementale 46 (rue du Bourg-Canteau) longeant Curzon du nord au sud.
| Saint-Cyr-en-Talmondais |        | La Bretonnière-la-Claye |
|                         | Curzon | Lairoux                 |
| Saint-Benoist-sur-Mer   |        |                         |

### Géologie et relief
Le territoire municipal de Curzon s’étend sur 593 hectares, une des superficies les plus faibles de la Vendée, alors que la moyenne départementale se situe à 25,32 kilomètres carrés. D’ailleurs, au 1er janvier 2017, elle est la septième commune la moins étendue du département et la première de la communauté de communes.
L’altitude moyenne de la commune est de 8 mètres, avec des niveaux fluctuant entre 0 et 23 mètres,. Le point culminant de Curzon se situe approximativement au lotissement des Ouches, au Port-la-Claye, tandis que la partie la plus basse est localisée dans le lit du Lay.

Organisation hydrographique de la commune.

### Hydrographie
La commune est traversée par le Lay et par un de ses bras-mort, le Petit-Lay, également appelé rivière de Saint-Benoist.
Appartenant aux « marais du Lay », mouillés, le territoire municipal est jalonné de plusieurs dizaines de canaux et fossés entre ces deux bras. Ils sont gérés par l’association syndicale autorisée des Grands Marais de la Claye.
Des ouvrages hydrauliques et de mesure permettent de gérer l’eau dans les marais : la porte de la Faucheraie, le limnigraphe de la vanne des Îlots, l’échelle de la Baisse-de-Malcorme et sa vanne.

### Climat
Pour des articles plus généraux, voir Climat des Pays de la Loire et Climat de la Vendée.
En 2010, le climat de la commune est de type climat océanique franc, selon une étude du CNRS s'appuyant sur une série de données couvrant la période 1971-2000. En 2020, Météo-France publie une typologie des climats de la France métropolitaine dans laquelle la commune est exposée à un climat océanique et est dans la région climatique Bretagne orientale et méridionale, Pays nantais, Vendée, caractérisée par une faible pluviométrie en été et une bonne insolation.
Pour la période 1971-2000, la température annuelle moyenne est de 12,4 °C, avec une amplitude thermique annuelle de 13,6 °C. Le cumul annuel moyen de précipitations est de 760 mm, avec 12,2 jours de précipitations en janvier et 6,1 jours en juillet. Pour la période 1991-2020, la température moyenne annuelle observée sur la station météorologique de Météo-France la plus proche, sur la commune d'Angles à 9 km à vol d'oiseau, est de 13,2 °C et le cumul annuel moyen de précipitations est de 869,3 mm,. Pour l'avenir, les paramètres climatiques de la commune estimés pour 2050 selon différents scénarios d'émission de gaz à effet de serre sont consultables sur un site dédié publié par Météo-France en novembre 2022.

### Voies de communication et transports
La commune est traversée par deux routes départementales :
- la départementale 45, de Curzon à Grosbreuil ;
- la départementale 46, de l’Aiguillon au Port-la-Claye.

À proximité du Port-la-Claye, sur quelques mètres, la commune est effleurée par la départementale 949, reliant Fontenay aux Sables.

### Influence des pôles
Dans le dernier zonage en aires urbaines (2010), la commune est considérée comme « multipolarisée ». Aussi, elle ne forme pas, avec des communes voisines, une unité urbaine.
Alors que la majorité des communes de la communauté de communes dépend de bassins de vie dont le pôle principal se situe sur le territoire (Jard-sur-Mer, Moutiers-les-Mauxfaits et Talmont-Saint-Hilaire), Curzon dépend de celui de Luçon, qui comprend des communes exclusivement membres de Sud-Vendée-Littoral.

## Urbanisme

### Typologie
Au 1er janvier 2024, Curzon est catégorisée commune rurale à habitat dispersé, selon la nouvelle grille communale de densité à sept niveaux définie par l'Insee en 2022.
Elle est située hors unité urbaine. Par ailleurs la commune fait partie de l'aire d'attraction de Luçon, dont elle est une commune de la couronne,. Cette aire, qui regroupe 13 communes, est catégorisée dans les aires de moins de 50 000 habitants,.

### Occupation des sols
L'occupation des sols de la commune, telle qu'elle ressort de la base de données européenne d’occupation biophysique des sols Corine Land Cover (CLC), est marquée par l'importance des territoires agricoles (91,3 % en 2018), une proportion sensiblement équivalente à celle de 1990 (91,1 %). Au XXIe siècle, la municipalité organise l’urbanisation de Curzon vers des dents creuses transformées en lotissements à côté des Demangères (lotissement des Demangères), de la rue du Calvaire (lotissement du Parc) et rue de la Croix-de-Mission (lotissements des Grenouillères et de l’Aubraie). Sur la route de Saint-Benoist, Curzon tend à former une même agglomération avec « le Village », comprenant les hameaux de la Blanchardière, du Fief-Jaillarde, du Lieu-Dieu et du Vivier, situés à Saint-Benoist-sur-Mer.
Le Port-la-Claye, seconde agglomération de la commune, se situe quant à lui au nord-est du territoire municipal. À proximité d’un bras du Lay et de la rivière de Saint-Benoist, le village s’est progressivement déployé le long de l’axe reliant Fontenay aux Sables (actuelle rue des Deux-Ponts) et la voie venue de Curzon (actuelle rue Robert-Varnajo), juste avant les ponts. Un lotissement, celui des Ouches, est construit à la fin des années 1990.

#### Écarts, hameaux et autres lieux
La commune compte également plusieurs écarts localisés au nord de la rivière de Saint-Benoist :
- la Croisée ;
- les Demangères ;
- les Fontenelles ;
- les Gaillarderies ;
- le Grand-Carnabé ;
- le Grand-Moulin ;
- la Grenouillère ;
- la Poule.

### Réseau viaire et odonymie
Les deux agglomérations possèdent une trentaine d’odonymes. À l’exception d’une voie reprenant le nom d’une personnalité (la rue Robert-Varnajo), le réseau viaire de la commune de Curzon s’inscrit dans une microtoponymie traditionnelle des lieux.
En effet, les axes de communication s’intitulent soit d’après un toponyme proche de ceux-ci (la rue de l’Aubraie et celle de la Grenouillère par exemple), soit selon un lieu aménagé (les rues du Communal et des Jardins), un bâtiment (rue du Logis et place de la Mairie) ou encore un monument (la rue des Deux-Ponts et celle de l’Église). Les rues de Saint-Cyr et des Îlots prennent le nom d’un lieu où elles conduisent.

Odonymes du bourg de Curzon.
Odonymes du village du Port-la-Claye.

### Logement
Le nombre total de logements dans la commune, établi à 242 en 1968, s’élève à 332 en 2014.
Parmi ces logements, 58,1 % sont des résidences principales, 30,1 % des résidences secondaires et 11,4 % des logements vacants. Ces logements sont pour 98,3 % d’entre eux des maisons individuelles et pour 0,6 % des appartements.

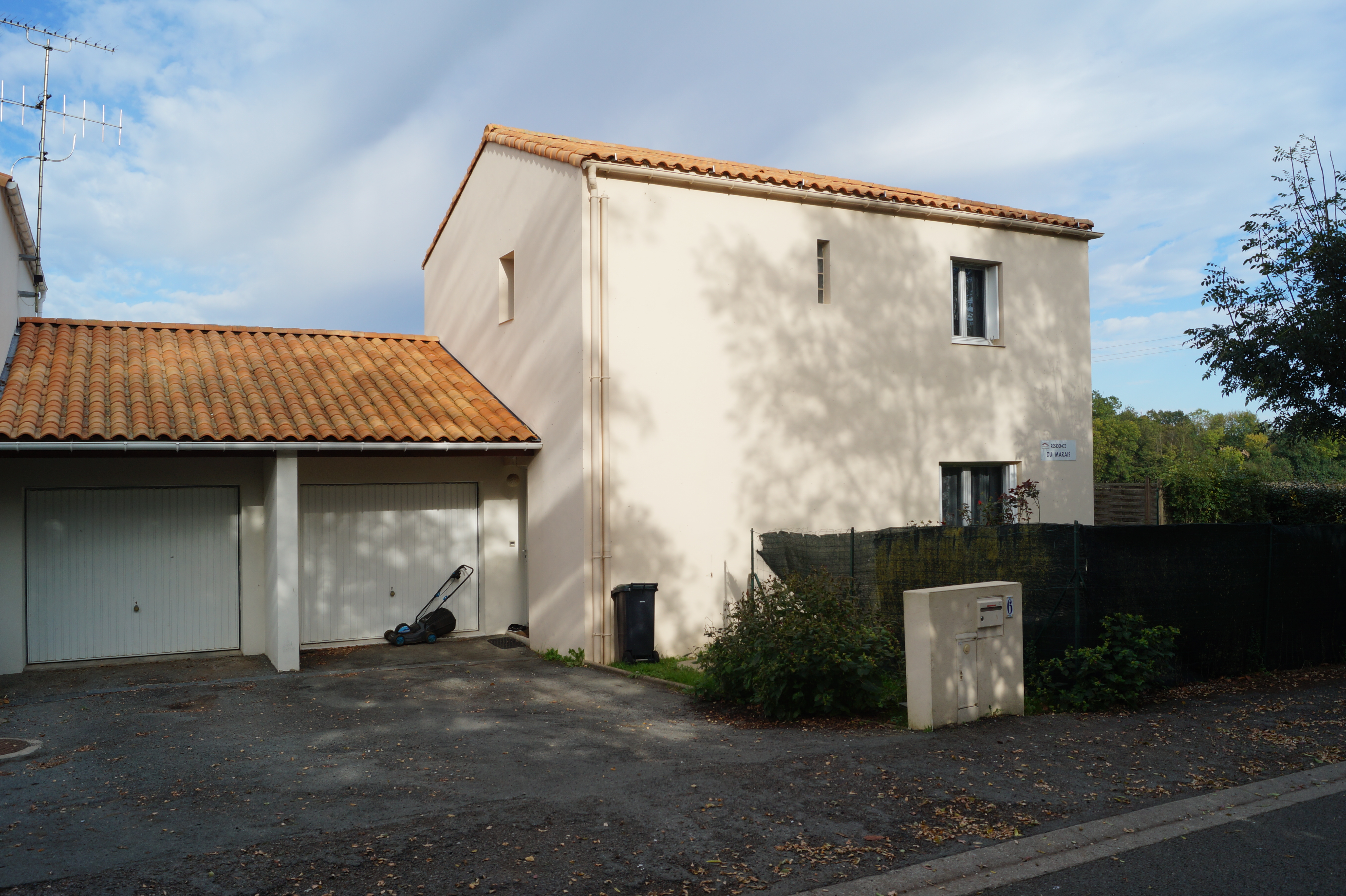
La résidence du Marais.

La proportion des résidences principales, propriétés de leurs occupants est de 81,6 %, en baisse sensible par rapport à 1999 (83,7 %). La part des habitations à loyer modéré (HLM) louées vides est de 6,5 % contre 6,4 %, leur nombre étant constant (13).
Ces HLM sont réparties entre la résidence Florimond-Météreau, issue d’une réhabilitation du logis Sainte-Marguerite, ouverte en 2000, et celle du Marais, construite dans la continuité des lotissements des Grenouillères et de l’Aubraie dont les logements sont pour la première fois loués en 2004,.

### Projets d’aménagement
À partir de la fin des années 2000, après avoir acheté des terrains en 2006, la municipalité s’investit dans la vente des parcelles du lotissement des Demangères,.
À la suite de l’alternance municipale de 2014, un projet de restauration de la cure, de l’orphelinat et de sa chapelle a été proposé en janvier 2015. La première partie des travaux devrait commencer par la cure, qui est destinée à être transformée en logements en 2016.

### Risques naturels et technologiques
La présence de cavités souterraines dans les rues du Bourg-Canteau et du Communal, révélée au début des années 2000, donne un risque d’affaissement de voies.
Un site Basias est référencé sur la commune aux Fontenelles ; il s’agit d’une décharge sauvage utilisée entre 1980 et 1993 sur l’emplacement d’une ancienne carrière. Un risque industriel se trouve de l’autre côté de la limite communale avec Saint-Cyr-en-Talmondais avec une casse automobile désaffectée (établissement classé non Seveso).
La commune fait l’objet d’un programme de prévention, le programme d’action de prévention des inondations (PAPI) du bassin du Lay aval. Curzon est également citée à deux titres dans des atlas des zones inondables : par crue à débordement lent de cours d’eau (Lay) et par submersion marine. Depuis août 2016, Curzon fait partie du plan de prévention du risque d’inondation du Lay aval par arrêté préfectoral du 29 juillet.
Curzon est exposée aux retrait-gonflements des sols argileux : selon un aléa faible dans les zones habitées et un aléa moyen dans le reste de la commune. Le risque sismique est présenté comme « modéré » (niveau 3).

## Toponymie

### Attestations
Les Cartulaires du Bas-Poitou (1877) citent deux titulaires de la charge ecclésiastique dans le bourg de Curzon au XIe siècle : « Walterio archipresbitero de Cursone » (1055) et « Joannes decanus de Cursonio » (1080).
Au XIIe siècle, des chartes donnent les noms de Curzonum et Curson. Aussi, une charte de l’abbaye de Bois-Grolland de 1218 l’évoque également avec « maresium dau Peiré de Cursum ».
Dans l’Histoire des ducs de Guyenne et des comtes de Poitou de Jean Besly, la paroisse est citée en 1533 en tant que Cursonium. Également appelé Ceurzon au XVIe siècle, ce nom de lieu ne connaît qu’une infime évolution à l’Époque moderne. En effet, devenu Curzum au XVIIe siècle, il se fixe en Curzon au XVIIIe siècle. Hormis en 1801, sous le Consulat, date à partir de laquelle elle est brièvement dénommée Curson, la commune n’a cessé de porter le nom de Curzon depuis la Révolution.
En poitevin, le bourg porte le nom de Çhurzun.
Le Port-la-Claye, également désigné localement sans article, trouve comme origine un De Cleya au XIIe siècle. Devenu Portus de Cleia au XIIIe siècle, il devient Port-de-la-Claye au XVe siècle.

### Étymologie
Cura Bona, en français « La Bonne-Rade », située sur le bord d’une voie gauloise reliant Jard à Fontenay (le « chemin des Sauniers »), est considérée comme le toponyme latin à l’origine de celui de Curzon, à tort. Selon Jean-Loïc Le Quellec, il s’agirait d’une construction « sur un nom d’homme latin *Curetius avec le suffixe -onem ».
Le sens étymologique de port dans le Port-la-Claye doit être entendu dans le sens de « passage ».

### Dicton
Un dicton déformé, connu jusque dans la région de Montaigu, fait de Curzon un bourg fameux aux cinq clochers et quatre cents cloches. Il semble que la maxime doive s’entendre cinq clochers et quatre sans cloches.

### Mythes
Plusieurs mythes donnent une étymologie populaire au nom de Curzon.

#### Fondation par des chefs romains
Henri Bourgeois indique en 1903 que la tradition attribue à Curzon son nom en raison de l’hésitation entre deux chefs romains souhaitant fonder un port maritime dans la région :

« — Hic ! dit l’un (« Ici »).
— Cur ? (« Pourquoi ? »).
— Bonum ! (« [Parce que c’est] bien ! »).
— Alors va pour Curbonum ! »

#### Malédiction des fées
Au Moyen Âge, le bourg possède une anse assurant la prospérité aux navires qui empruntent le port. Des fées s’implantent également à « Curbon », alors que leur reine s’installe dans les grottes de la Pierre-Plate-du-Châtaignier. Un jour, un berger est sollicité par ces êtres afin de se rendre au marché de Luçon pour leur fournir des « provisions de bouches » ; en échange, il obtient des fées la surveillance de son troupeau, qui reste à pâturer au même endroit grâce à la pousse de l’herbe en son absence. Aussi, de nombreux souterrains-refuges de Curbon sont peuplés de ces créatures légendaires.
De nombreux méfaits, accomplis par la population, vont conduire à ce qu’un sort soit jeté sur le bourg. Dans l’intérêt des habitants, la reine des fées décide un jour de construire un pont pour enjamber la grande vallée du Lay en trois dornées de pierre avant le chant du coq. Un homme malveillant empêche l’exécution du pont en faisant chanter le coq avant l’heure, alors que seulement une dornée a été effectuée aux Plâtrières.
De plus, alors qu’un fradet de la cave des Dîmes est brûlé vif dans une maison au Pilier, un autre est tué dans la forêt de Payré par un habitant de Curbon. La reine jette contre le pays l’anathème suivant :
Démézi Curbon,

P’tit’ ville en grand renom,

Tu t’apperl’ras Curzon.

Curzon, Curzonnas,

Le sort en est jeté,

Chaqu’au tu varieras

D’ine maille et d’in dener.
Dès lors, Curzon ne cesse de décliner et les métairies ne cessent d’être divisées et vendues,.

### Gentilés
Les habitants du bourg sont appelés les Curzonnais et les Curzonnaises. En poitevin, ils sont lés Çhurzounas.
Ceux du village du Port-la-Claye n’ont pas de gentilé connu.

## Histoire

### Préhistoire
Au XIXe siècle, des érudits locaux ont recensé deux lieux mégalithiques situés sur le territoire municipal actuel.
Le premier, appelé « Pierre-Plate-du-Châtaignier », détruit au cours du XIXe siècle, se situe à l’ouest de la route de Champ-Saint-Père, en face de la parcelle dite de la Chèvre-Pendue.
Le second, dénommé « Pierre-Folle », se trouve à immédiate proximité du moulin de la Poule, sur une parcelle connue actuellement sous le nom de la Poule. Il est détruit à la fin du XVIIe siècle.
Enfin, le tumulus de la Motte-aux-Fées est un témoignage du passé préhistorique de la commune.

### Antiquité
À l’époque pré-romaine, la bourgade semble avoir été le chef-lieu d’une tribu. Curzon aurait alors rayonné sur un territoire — le « Curzonnais » — comprenant les communes actuelles d’Angles, La Jonchère, Le Givre, Saint-Benoist-sur-Mer et Saint-Vincent-sur-Graon (en partie).
Le cimetière chrétien s’établit à côté de la Pierre-Folle.

### Moyen Âge
Entre le VIe et le XIe siècle, Curzon devient le siège d’un archiprêtré.
Alors qu’elle constitue l’extrémité sud du pagus d’Herbauges, Curzon est peu à peu supplantée par Talmont, qui détient une puissance féodale sur la partie méridionale du comté. Les formes du territoire féodal de Curzon sont au moins celles des terres entre le Graon et le Troussepoil, et pourraient être étendues à Saint-Hilaire-la-Forêt et Saint-Vincent-sur-Jard.
Au Moyen Âge central, la châtellenie de Curzon relève du donjon de Talmont, et à la fin du XIe siècle, son castrum devient une des propriétés des princes de Talmont tenue en domaine privé. En effet, la seigneurie de Curzon serait devenue la propriété des ducs d’Aquitaine à la mort de Pépin le Jeune, fils de Guillaume le Pieux ; vers 1058, un castrum est acquis par Guillaume, comte de Poitou. À la fin du siècle et jusqu’au XIIIe siècle, le donjon est bien de la famille de Mauléon.

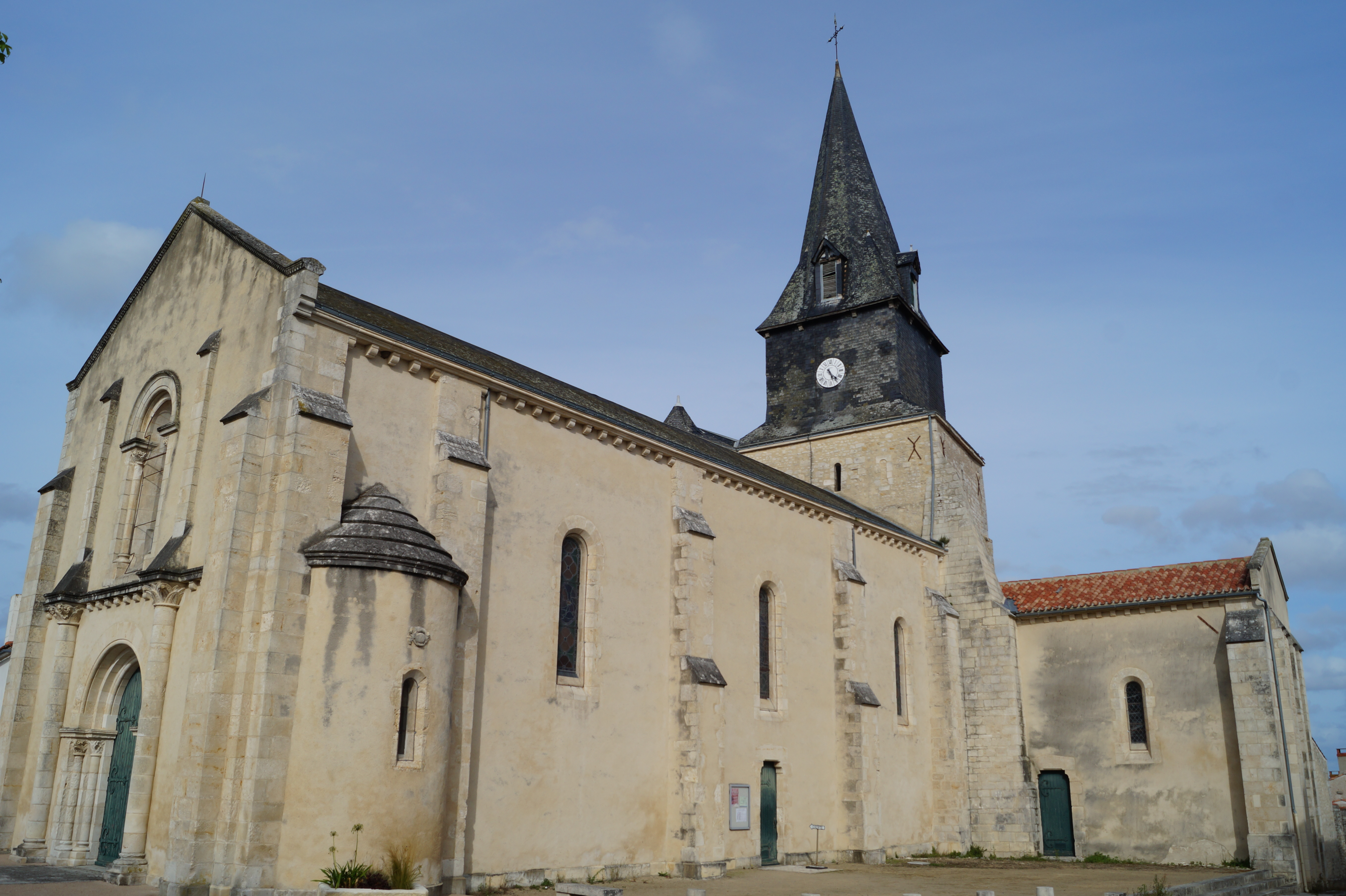
L’église paroissiale originelle se situe au même emplacement que l’église Saint-Romain.

Au XIIe siècle, un quartier du bourg de Curzon appelé Burgus Consularis appartient au comte de Poitou selon un cartulaire de l’abbaye Sainte-Croix de Talmont.
La paroisse de Curzon admet à la période médiévale un rayonnement important au point qu’elle aurait compté neuf édifices religieux. Alors qu’une église paroissiale est érigée au XIIe siècle, une deuxième, dédiée à la Vierge, lui est juxtaposée. Un oratoire, celui de Notre-Dame-des-Prés ou de la Métrelle, se situe aux Petites-Fontenelles, sur les marais. Il s’agit d’une chapelle placée sous le patronage de la Vierge et construite en 1295.
Aussi, l’aumônerie de l’ordre des hospitaliers de Saint-Lazare, qui relève de la commanderie Saint-Thomas de Fontenay, érige une chapelle, encore citée au XVIIIe siècle. Le château de Curzon (Saint-Jean-Baptiste) et le logis de la Grenouillère admettent eux aussi de tels édifices. Une autre, appelée Saint-Georges-du-Charnier, se situe dans le cimetière. Enfin, la chapelle Notre-Dame du Pont-de-Curzon, en bas du donjon féodal, est citée en 1395.
Pendant la guerre de Cent Ans, le bourg est menacé par des assauts. Ainsi, par lettres patentes du 18 février 1442, le roi Charles VII ordonne la défense de la forteresse de Curzon contre les attaques des Anglais.
De cette forteresse, on devine actuellement le tracé sur une carte, dans la partie du bourg bordée par la rue des Dîmes qui était dominée par le donjon, et la rue du Château fait soupçonner son existence. Il n’en reste plus rien, et on ne sait pas à quoi il ressemblait, si c’était un château fort en pierres avec murailles et tours, ou un simple castrum fait d’une enceinte en levée de terre surmontée d’une palissade en bois. La présence de souterrains dans cette zone est tout à fait logique, ils servaient de refuge en cas de chute du château (et même de carrières) mais ils ne faisaient pas plusieurs kilomètres.

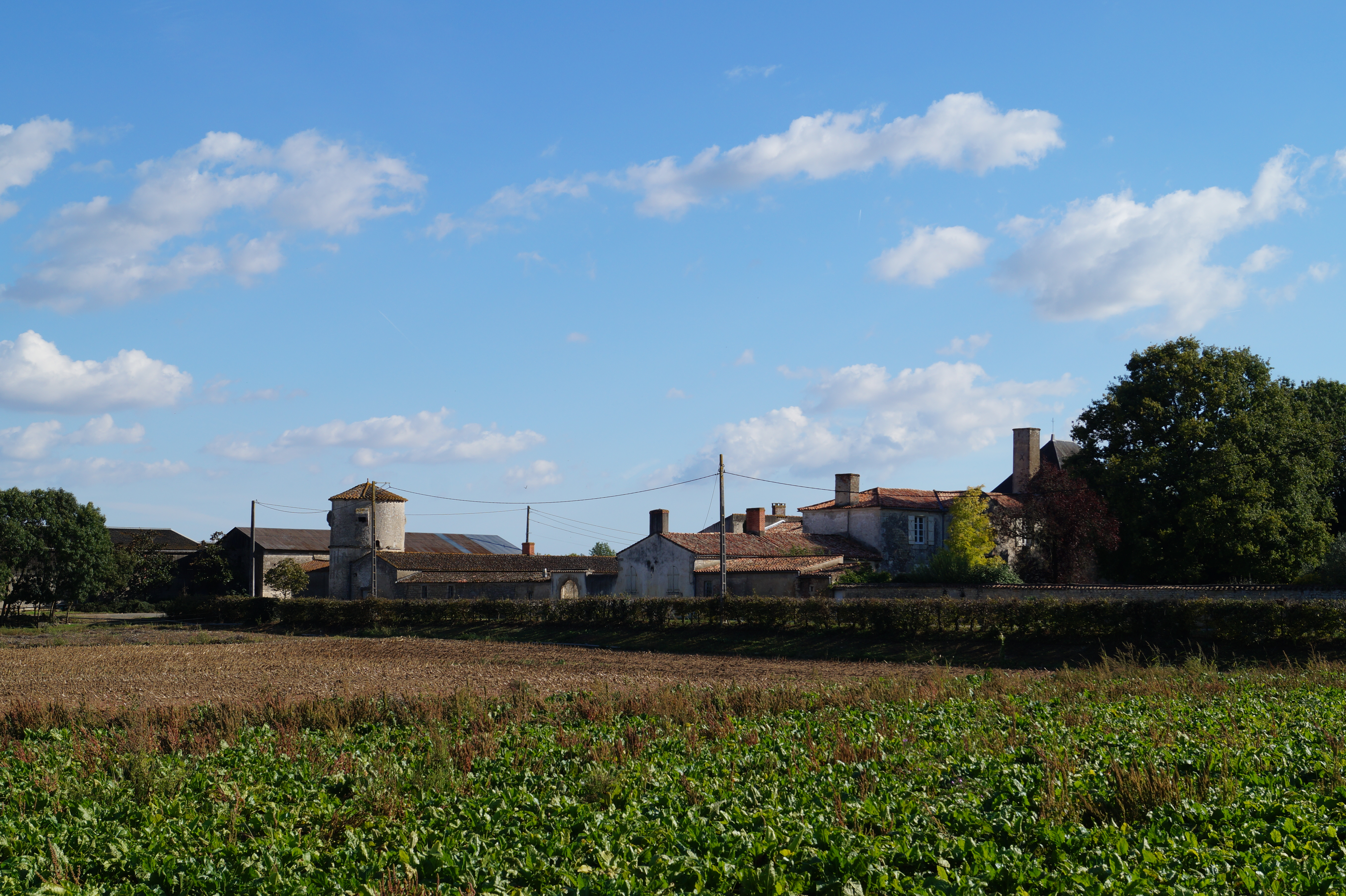
Le logis de la Grenouillère.

### Temps modernes
La paroisse de Curzon est, comme une partie du Poitou, particulièrement touchée par les guerres de Religion dans la seconde moitié du XVIe siècle. L’église est à cette période partiellement détruite.
Converti au calvinisme, Tanneguy du Bouchet (1484-1559), seigneur de Puy-Greffier et de Saint-Cyr, baron du Poiroux aux alentours de 1555, interdit le culte catholique en l’église de Saint-Cyr après le massacre de Vassy (1er mars 1562). Sous la conduite du moine Jean Mazouer, plusieurs habitants se révoltent contre les bandes du seigneur mais périssent près du Port-la-Claye dans la nuit de Noël 1562.

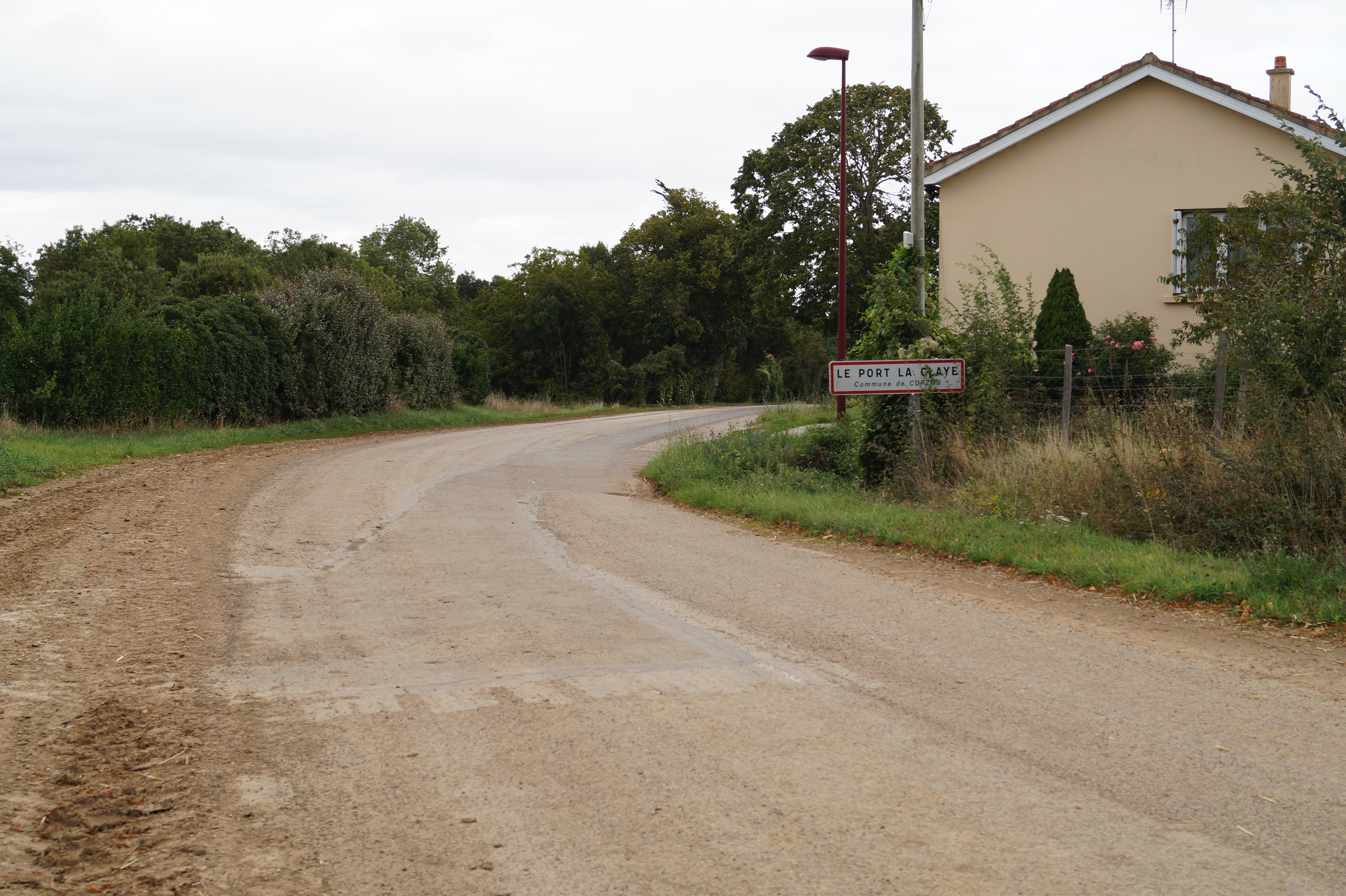
La route royale de Fontenay aux Sables traverse le village du Port-la-Claye.

Le 28 juin 1621, sous Louis XIII, le maréchal de Praslin, le duc d’Elbeuf et le comte de La Rochefoucauld ruinent le logis de la Grenouillère, appartenant alors à la famille Maingarneau et dont le propriétaire est huguenot.
À la fin du XVIIIe siècle, l’axe reliant Fontenay aux Sables est presque abouti ; il traverse alors la paroisse de Curzon au Port-la-Claye. La réalisation de ce travail a été confiée à Jacques Parent, ingénieur du roi, sous-inspecteur des Ponts et Chaussées en la généralité de Poitiers.

### Révolution française et Empire
Sous la Révolution, à la suite du décret du 12 novembre et de la loi du 14 décembre 1789, la Constituante proclame la transformation en municipalités des anciennes formes d’administration locales. La paroisse de Curzon est alors transformée en municipalité.
Après la mise à la disposition de la Nation des biens du clergé par décret du 2 novembre 1789, la chapelle de la Métrelle est vendue en 1791, comme bien national.
La municipalité est également le théâtre d’un combat de la guerre de Vendée sous la Convention nationale. Pendant la bataille de Saint-Cyr, le général Delaage, à la tête d’un détachement venant de Luçon, s’empare du Port-la-Claye. Un des deux ponts est en partie détruit.

### Époque contemporaine
Lors l’insurrection du printemps 1832, une vingtaine d’hommes attaquent le poste du Port-la-Claye, le 23 mai 1832. À la suite de cette « affaire du Port-la-Claye », de nombreux royalistes sont arrêtés par les forces du régime de Louis-Philippe.

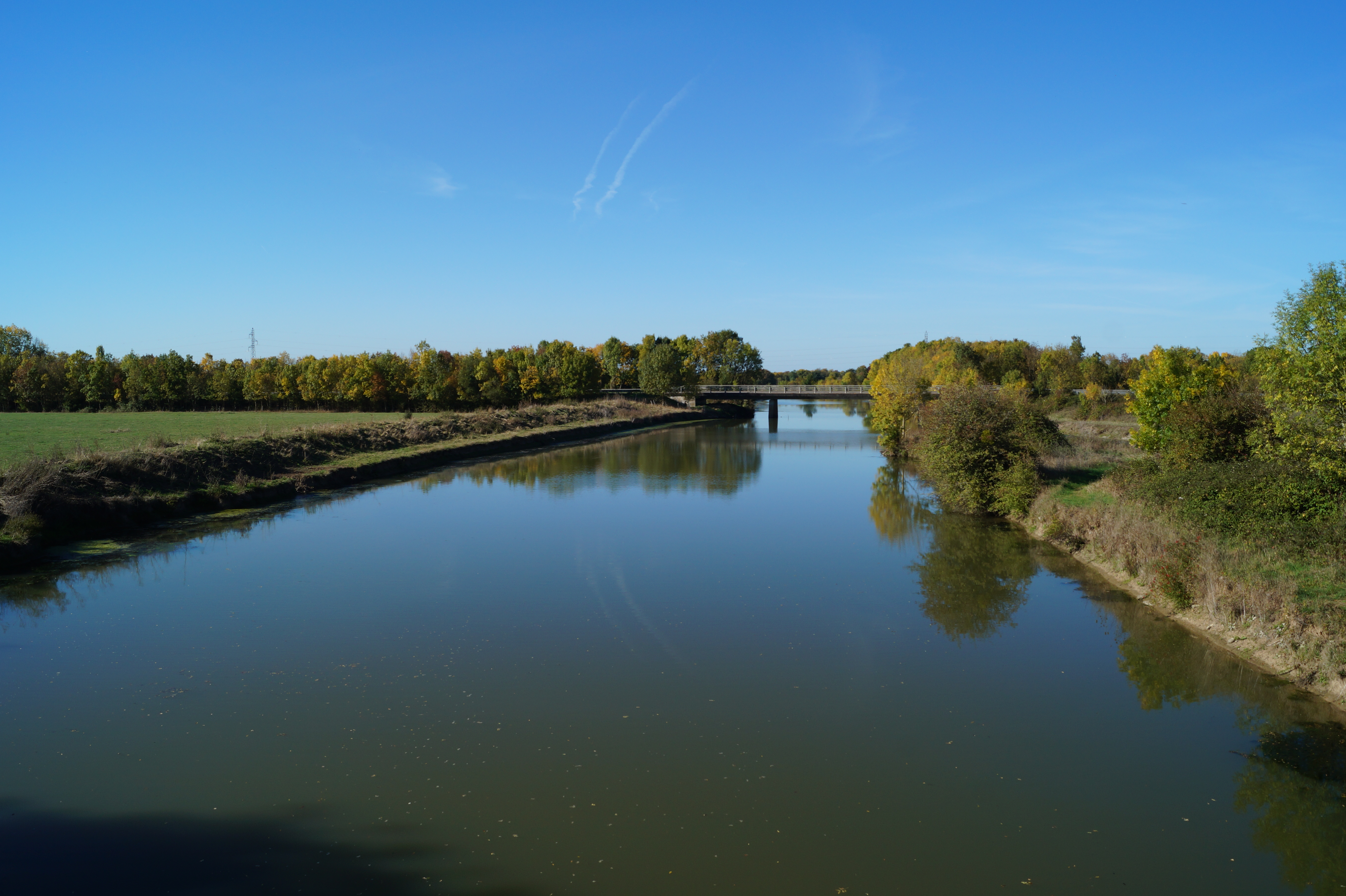
La déviation du chemin départemental 949 évitant les ponts.

Les marais de Curzon sont annuellement inondés par le Lay. La cuvette de l’ancienne vallée du fleuve est particulièrement remplie en novembre 1930, mars 1934, novembre 1935, février 1939, janvier 1955, novembre 1960 et décembre 1961 à la suite d’intempéries.
De 1923 à 1979, le logis Sainte-Marguerite, un orphelinat administré par les Sœurs de Bethléem accueille des enfants,. À partir de 1955, l’Association des parents et amis du logis Sainte-Marguerite acquiert la ferme de la Pacifique, où ces enfants passeront  leurs vacances d’été à la fin des années 1950 jusqu’en 1980,.
Après le transfert de routes nationales dans la voirie départementale en 1972, le conseil général de la Vendée s’attache au désenclavement routier de la Vendée. Les premiers travaux de déviation du chemin départemental 949 (CD 949) évitant les ponts du Port-la-Claye sont mis en œuvre à partir du 15 septembre 1982. Cette bifurcation routière, située en amont du Lay entre Saint-Cyr-en-Talmondais et La Claye, devient opérationnelle au premier semestre 1984. Le 21 février 1986, par délibération de la commission Voirie du conseil général, un projet de bretelle est acté sur le CD 949 en direction de Curzon, Saint-Benoist et la Tranche ; ce tronçon, déclassant une partie de l’ancien tracé du chemin départemental 46 (de Curzon au Port-la-Claye), est réalisé en 1986.

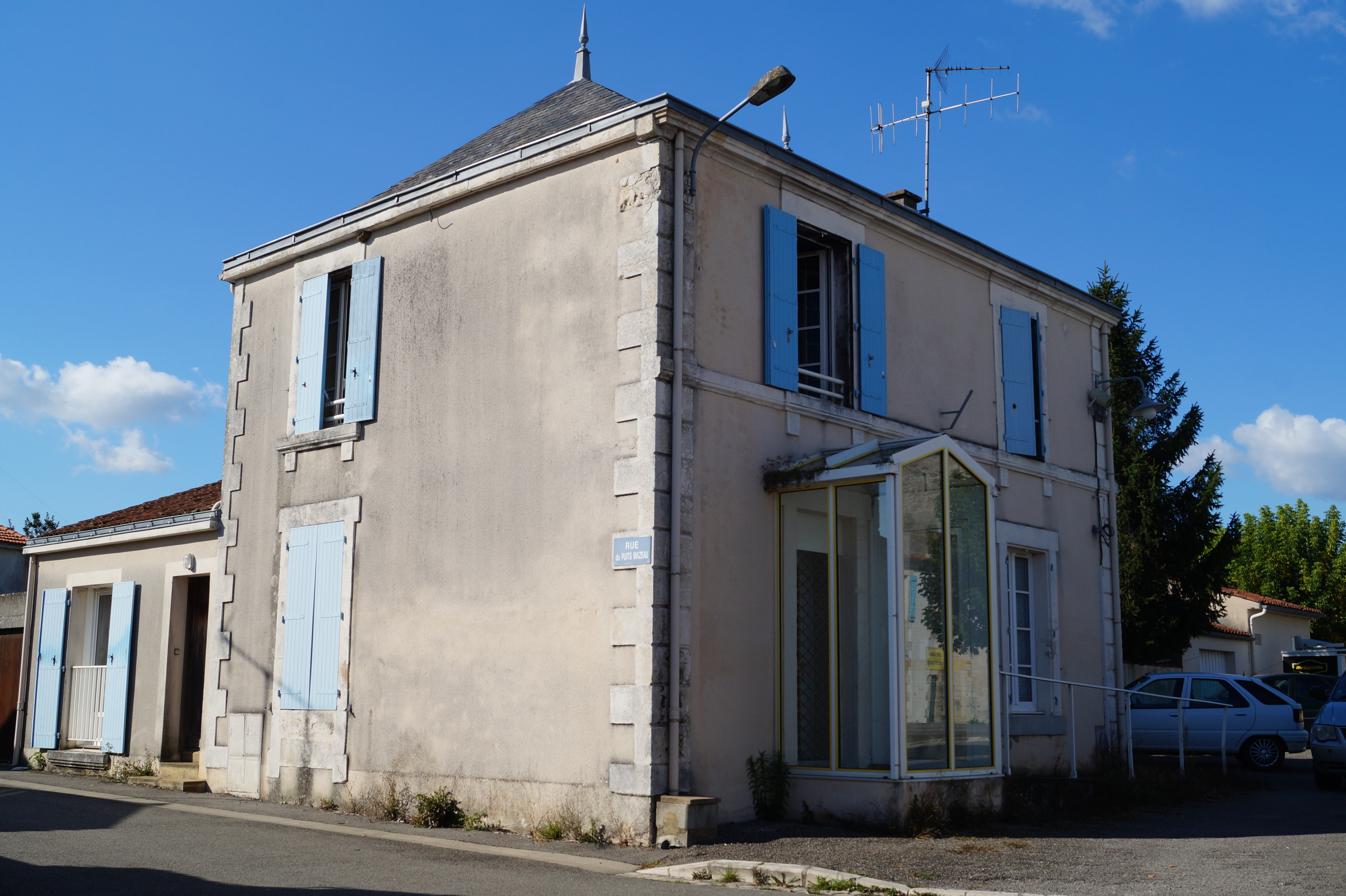
Le bureau de poste.

Alors que la commune admet un bureau depuis 1907, Curzon fait face à une restructuration des services de La Poste au milieu des années 2000. Après de multiples réductions des horaires d’ouverture du relais postal, le bureau est fermé en février 2006.
Le bourg de Curzon, doté d’au moins cinq commerces dans les années 1950 et 1960, n’admet plus qu’un salon de coiffure,.

## Politique et administration

### Tendances politiques et résultats
Dans le dualisme politique vendéen, la commune de Curzon est à rapprocher de la « Vendée républicaine », localisée au sud du département (Marais poitevin et Plaine), fidèle au radicalisme sous la Troisième République, puis au socialisme au XXe siècle. Cependant, dans la seconde moitié du XXe siècle, l’opposition politique entre les « deux Vendée » s’étiole avec certains phénomènes démographiques comme l’exode rural, le vieillissement de la population ou l’arrivée de nouveaux ménages. Ces changements de comportement politique se font à la faveur de la droite. Depuis le XXIe siècle, la sociologie électorale de Curzon se rapproche d’une France périphérique éloignée des métropoles, « perdante dans la mondialisation », polarisée autour d’un vote souverainiste et eurosceptique.

#### Élections présidentielles
Entre 2002 et 2012, les votes dans la commune se portent en faveur de la droite au second tour : Jacques Chirac (Rassemblement pour la République) obtient 82,21 % des suffrages en 2002 ; Nicolas Sarkozy (Union pour un mouvement populaire) en récolte 55,89 % en 2007 puis 53,91 % en 2012,. En 2017, Emmanuel Macron (En marche) s’impose dans les urnes avec 53,94 % des suffrages.
Depuis le début des années 2000, de plus en plus de suffrages se portent dans la commune en faveur du Front national (FN) lors des scrutins nationaux, comme dans de nombreuses communes du sud de la Vendée, où ce vote s’enracine. En effet, lors de l’élection présidentielle de 2002, Jean-Marie Le Pen ne récolte que 6,41 % des suffrages au premier tour (15,51 % au second), mais, dix ans plus tard, en 2012, Marine Le Pen obtient 19,92 % des voix ; en 2017, elle arrive même en tête au premier tour avec 28,25 % des voix (46,06 % au second tour).

#### Élections législatives
Jusqu’en 2017, le candidat présenté par le parti néo-gaulliste arrive en tête des élections législatives nonobstant l’étiquette du président élu. Dominique Caillaud (Union pour la majorité présidentielle puis Union pour un mouvement populaire) est ainsi placé en tête en 2002 (62,50 %), en 2007 (56,68 %) et en 2012 (51,70 %).
Cependant, lors de l’élection législative de 2017, le candidat arrivé en tête dans la commune est la personnalité investie par La République en marche, le parti présidentiel d’orientation centriste et europhile. Patricia Gallerneau, membre du Mouvement démocrate, y obtient 60,91 % des suffrages.

#### Référendums
En 1992, 57,94 % de Curzonnais s’expriment contre la ratification du traité de Maastricht lors du référendum. Dans le cadre du référendum de 2005, 56,31 % des voix rejettent la signature du traité établissant une constitution pour l’Europe.

#### Scrutins locaux
Aux élections régionales, la commune suit la dynamique politique majoritaire dans les Pays-de-la-Loire. Ainsi, la liste de François Fillon (UMP) arrive en tête au second tour en 2004 avec 53,98 % des suffrages, celle de Jacques Auxiette (Parti socialiste) en 2010 avec 50,29 %, puis, celle de Bruno Retailleau (Les Républicains) en 2015 avec 42,29 % des voix.
Aux élections cantonales puis départementales, les personnalités arrivées en tête à Curzon sont toujours de sensibilité de droite. Ainsi, Marcel Gauducheau (divers droite) arrive en tête avec 75,34 % des voix au premier tour en 2004. En 2015, en binôme avec Brigitte Hybert (divers droite), ils obtiennent 62,87 % des suffrages.
Lors des élections municipales, le vote n’est généralement pas marqué par une couleur politique. Cependant, en 2014, deux listes non partisanes se sont affrontées, un fait rare dans l’histoire de la commune.

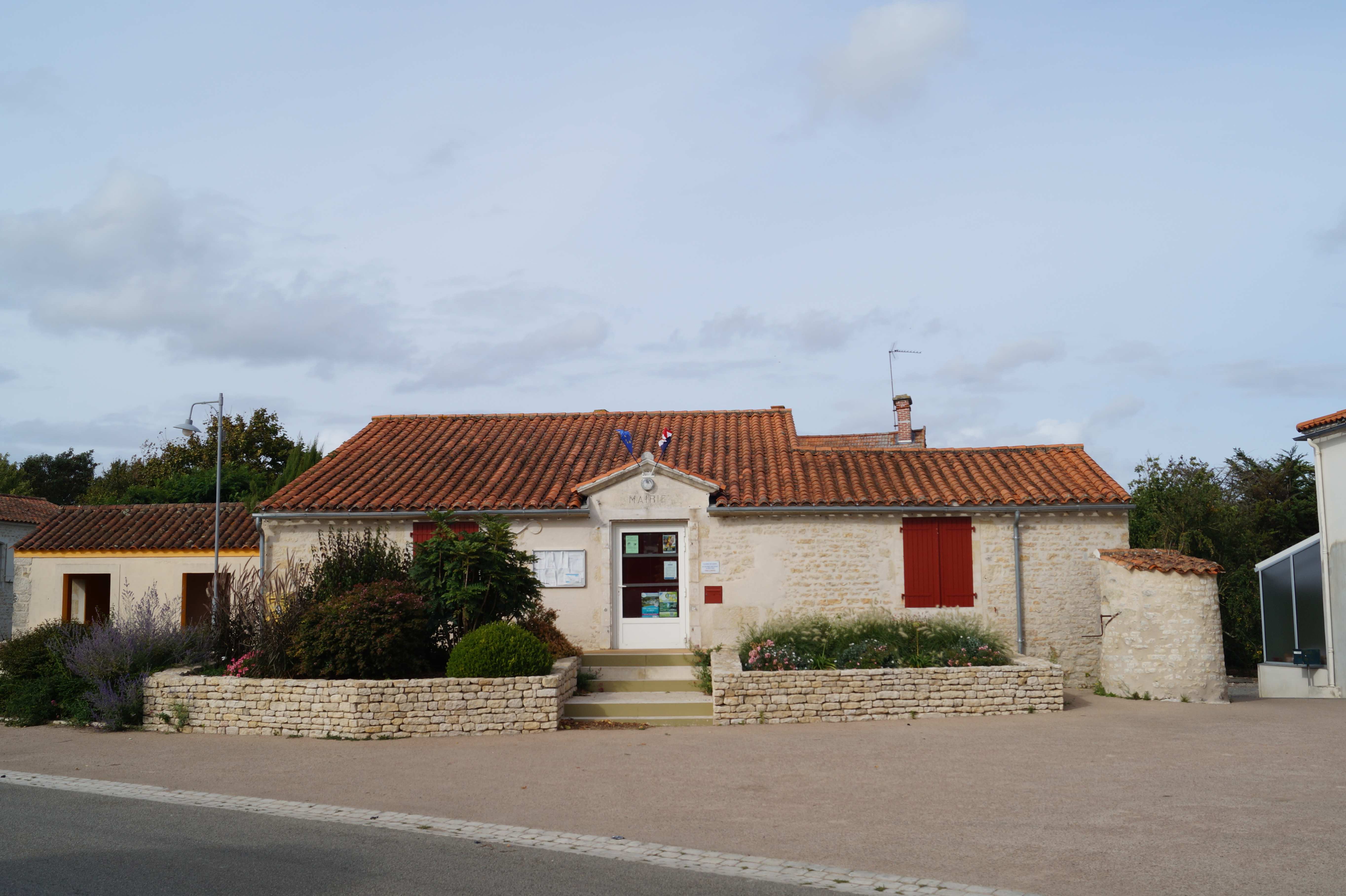
La mairie de Curzon.

### Administration municipale
La mairie de Curzon est sise au 3, place de la Mairie, dans le bourg de Curzon.
Alors que 462 habitants sont recensés en 2011, le nombre des membres du conseil municipal est fixé à onze conseillers municipaux en vertu de l’article L. 2121-2 du Code général des collectivités territoriales.
Le nombre d’adjoints au maire a été arrêté à trois à la suite du renouvellement de 2014, soit le maximum légal prévu par l’article L. 2122-2 du Code général des collectivités territoriales (27,27 % du conseil municipal).

### Rattachements administratifs, électoraux et judiciaires

#### Situation administrative
La commune de Curzon fait partie de l’arrondissement des Sables-d’Olonne, du département de la Vendée et de la région des Pays-de-la-Loire.
Au début de la Révolution, la municipalité de Curzon est rattachée au canton d’Angle, dans le district des Sables-d’Ollonne. En 1801, sous le Consulat, la commune est intégrée au canton de Moutiers-les-Maufaits (Moutiers-les-Mauxfaits), dans l’arrondissement des Sables-d’Olonne. Elle est membre de ce canton jusqu’au 2 avril 2015, où elle devient, à la suite d’un découpage opéré en 2014, une commune du canton de Mareuil-sur-Lay-Dissais.

#### Structures intercommunales
À partir du 1er janvier 1995 et jusqu’au 31 décembre 2016, la commune est membre de la communauté de communes du Pays-Moutierrois. Depuis le 1er janvier 2017, Curzon appartient à la communauté de communes Moutierrois-Talmondais, devenue Vendée-Grand-Littoral le 1er janvier 2018.
En outre, la commune s’associe à d’autres communes dans le cadre de quatre syndicats intercommunaux à vocation unique (syndicat d’adduction en eau potable Plaine et Graon, SIVU piste routière des cantons de Moutiers-les-Mauxfaits, Talmont-Saint-Hilaire et Mareuil-sur-Lay, SIVU du secteur scolaire de Moutiers-les-Mauxfaits et SIVU pour la trésorerie de Moutiers-les-Mauxfaits). Curzon est également lié à d’autres entités dans des syndicats mixtes (celui du parc naturel régional du Marais poitevin, celui du Marais poitevin, bassin du Lay et le syndicat départemental d’énergie et d’équipement de la Vendée).

#### Circonscriptions électorales
Électoralement, lors des élections cantonales, la circonscription d’élection du conseiller général dont Curzon est membre est le canton de Moutiers-les-Mauxfaits à partir de 1833. À la suite des élections départementales de 2015, le territoire duquel la commune relève pour élire un binôme de conseillers départementaux est le canton de Mareuil-sur-Lay-Dissais.
Aux élections régionales, Curzon fait partie de la section départementale de la Vendée pour désigner une partie des membres du conseil régional. Pour les élections du Parlement européen, la commune fait partie de la circonscription de l’Ouest, créée en 2003 et mise en place à partir de 2004.
Sous la Cinquième République, à l’occasion des élections législatives, Curzon est rattachée à la deuxième circonscription de la Vendée dans le découpage de 1958, opérationnel jusqu’en 1981. Lors le découpage de 1986, la commune est de nouveau affiliée à la deuxième circonscription du département.

#### Instances judiciaires
Curzon relève du tribunal d’instance des Sables-d’Olonne, du tribunal de grande instance des Sables-d’Olonne, de la cour d’appel de Poitiers, du tribunal pour enfants de La Roche-sur-Yon, du conseil de prud’hommes des Sables-d’Olonne, du tribunal de commerce de La Roche-sur-Yon, du tribunal administratif de Nantes et de la cour administrative d’appel de Nantes.

### Politique environnementale
Le traitement, l’adduction et la distribution de l’eau échoient au syndicat intercommunal d’alimentation en eau potable Plaine et Graon, un syndicat intercommunal à vocation unique créé le 29 octobre 1942 adhérent au syndicat mixte Vendée Eau.
Depuis 2005, la compétence de l’assainissement non collectif est dévolue à la communauté de communes, qui, par le biais d’une délégation de service public, la transfère à la Saur jusqu’en 2022.

### Finances locales
En 2015, le budget de Curzon est marqué par 697 000 euros de dépenses et 1 099 000 de recettes.
En 2000, la part de la dotation globale de fonctionnement dans les produits de fonctionnement s’élève à 23 %. En 2015, elle en représente 15 %.
Au 1er janvier 2015, la taxe d’habitation représente un taux de 23,87 %, la taxe foncière sur les propriétés bâties 16,25 % et celle sur les propriétés non bâties 42,52 %.
| Postes                                                                                                 | 2000 | 2001 | 2002 | 2003 | 2004 | 2005 | 2006 | 2007 | 2008 | 2009 | 2010 | 2011 | 2012 | 2013 | 2014 | 2015 |
| --- | ---- | ---- | ---- | ---- | ---- | ---- | ---- | ---- | ---- | ---- | ---- | ---- | ---- | ---- | ---- | ---- |
| Produits de fonctionnement                                                                             | 228  | 242  | 267  | 407  | 380  | 334  | 482  | 341  | 430  | 500  | 433  | 555  | 467  | 528  | 521  | 736  |
| Charges de fonctionnement                                                                              | 178  | 144  | 186  | 304  | 266  | 204  | 340  | 209  | 309  | 319  | 330  | 405  | 304  | 358  | 389  | 550  |
| Ressources d’investissement                                                                            | 244  | 145  | 257  | 118  | 417  | 204  | 307  | 334  | 229  | 155  | 414  | 242  | 198  | 185  | 263  | 363  |
| Emplois d’investissement                                                                               | 213  | 151  | 275  | 199  | 391  | 105  | 425  | 353  | 172  | 322  | 285  | 205  | 128  | 223  | 181  | 147  |
| Dette                                                                                                  | 110  | 86   | 161  | 127  | 110  | 93   | 174  | 204  | 185  | 165  | 145  | 125  | 104  | 94   | 85   | 75   |
| Source : ministère de l’Économie et des Finances (à partir des comptes individuels des collectivités). |      |      |      |      |      |      |      |      |      |      |      |      |      |      |      |      |

## Population et société

### Démographie

#### Évolution démographique
L'évolution du nombre d'habitants est connue à travers les recensements de la population effectués dans la commune depuis 1793. Pour les communes de moins de 10 000 habitants, une enquête de recensement portant sur toute la population est réalisée tous les cinq ans, les populations de référence des années intermédiaires étant quant à elles estimées par interpolation ou extrapolation. Pour la commune, le premier recensement exhaustif entrant dans le cadre du nouveau dispositif a été réalisé en 2006.
En 2022, la commune comptait 492 habitants, en évolution de −2,19 % par rapport à 2016 (Vendée : +5,33 %, France hors Mayotte : +2,11 %).
| 1793 | 1800 | 1806 | 1821 | 1831 | 1836 | 1841 | 1846 | 1851 |
| ---- | ---- | ---- | ---- | ---- | ---- | ---- | ---- | ---- |
| 510  | 498  | 483  | 584  | 720  | 749  | 758  | 835  | 825  |

| 1856 | 1861 | 1866 | 1872 | 1876 | 1881 | 1886 | 1891 | 1896 |
| ---- | ---- | ---- | ---- | ---- | ---- | ---- | ---- | ---- |
| 852  | 977  | 997  | 940  | 944  | 934  | 990  | 993  | 978  |

| 1901 | 1906 | 1911 | 1921 | 1926 | 1931 | 1936 | 1946 | 1954 |
| ---- | ---- | ---- | ---- | ---- | ---- | ---- | ---- | ---- |
| 953  | 913  | 856  | 737  | 737  | 721  | 706  | 701  | 702  |

| 1962 | 1968 | 1975 | 1982 | 1990 | 1999 | 2006 | 2011 | 2016 |
| ---- | ---- | ---- | ---- | ---- | ---- | ---- | ---- | ---- |
| 598  | 546  | 542  | 438  | 405  | 356  | 429  | 462  | 503  |

| 2021 | 2022 | - | - | - | - | - | - | - |
| ---- | ---- | - | - | - | - | - | - | - |
| 507  | 492  | - | - | - | - | - | - | - |

#### Pyramide des âges
La population de la commune est relativement jeune.
En 2018, le taux de personnes d'un âge inférieur à 30 ans s'élève à 36,0 %, soit au-dessus de la moyenne départementale (31,6 %). À l'inverse, le taux de personnes d'âge supérieur à 60 ans est de 29,6 % la même année, alors qu'il est de 31,0 % au niveau départemental.
En 2018, la commune comptait 259 hommes pour 267 femmes, soit un taux de 50,76 % de femmes, légèrement inférieur au taux départemental (51,16 %).
Les pyramides des âges de la commune et du département s'établissent comme suit.
| Hommes | Classe d’âge | Femmes |
| ------ | ------------ | ------ |
| 0,8    | 90 ou +      | 1,8    |
| 11,3   | 75-89 ans    | 13,2   |
| 17,1   | 60-74 ans    | 15,1   |
| 15,8   | 45-59 ans    | 15,9   |
| 17,8   | 30-44 ans    | 19,2   |
| 14,3   | 15-29 ans    | 11,1   |
| 23,0   | 0-14 ans     | 23,8   |

| Hommes | Classe d’âge | Femmes |
| ------ | ------------ | ------ |
| 0,8    | 90 ou +      | 2,2    |
| 8,7    | 75-89 ans    | 11,1   |
| 20,3   | 60-74 ans    | 21,3   |
| 20     | 45-59 ans    | 19,4   |
| 17,5   | 30-44 ans    | 16,8   |
| 15     | 15-29 ans    | 13,2   |
| 17,7   | 0-14 ans     | 16,1   |

### Enseignement
La commune dispose d’une école maternelle et élémentaire, l’école des Hirondelles, accueillant une trentaine d’élèves.
Les élèves du premier cycle du second degré se rendent aux collèges Corentin-Riou (public) et Saint-Jacques (privé) de Moutiers-les-Mauxfaits, voire à Luçon (Émile-Beaussire, du Sourdy ou Sainte-Ursule).
Dans le second, les jeunes habitants de la commune s’orientent vers les lycées de Luçon, La Roche-sur-Yon ou Les Sables-d’Olonne.

### Manifestations culturelles et festivités

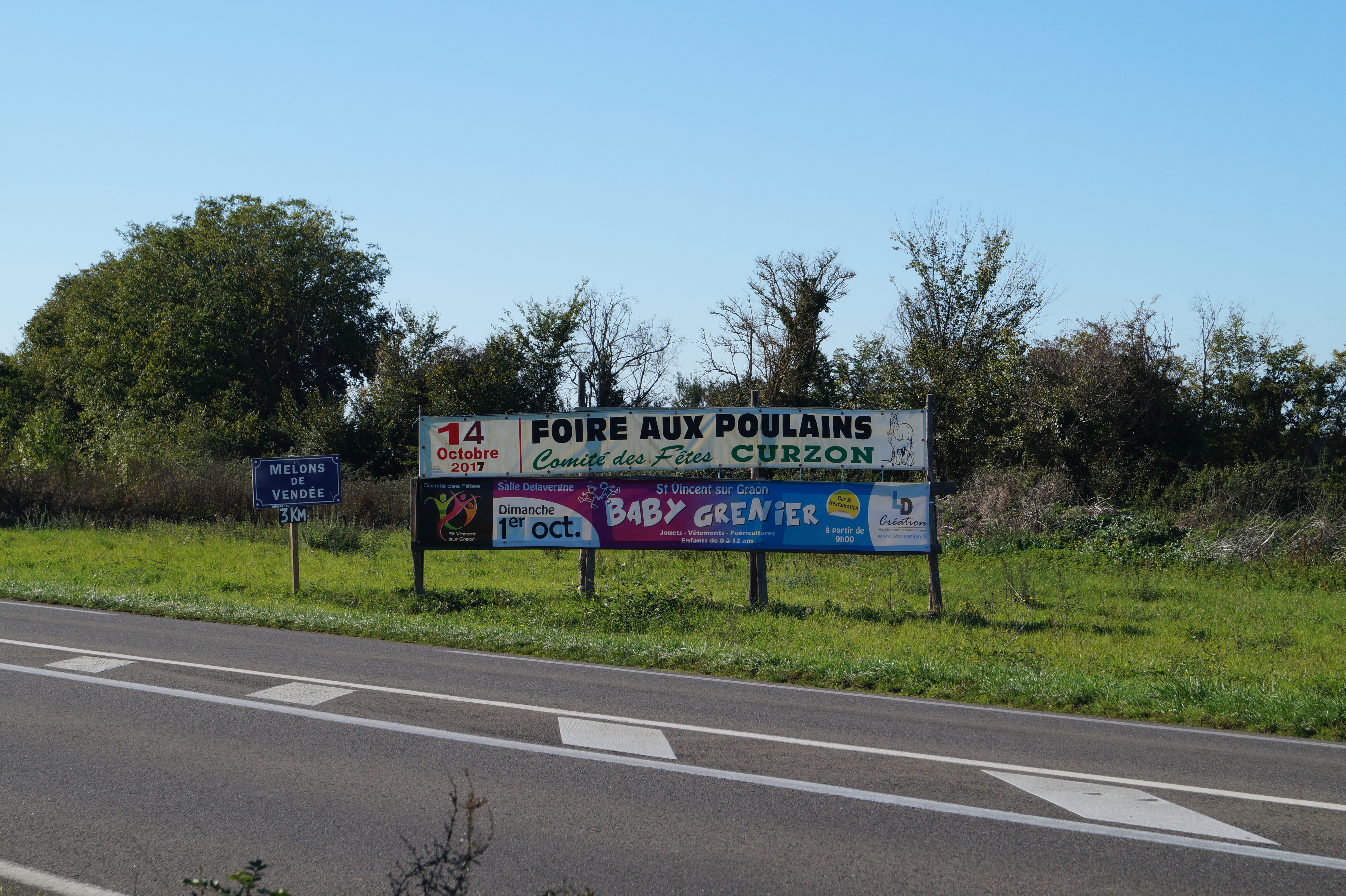
Affichage faisant la publicité de la Foire aux poulains d’octobre 2017 sur la départementale 949.

Plusieurs manifestations sont organisées annuellement par le Comité des fêtes curzonnais, association relancée en 1995 à l’impulsion de Pierre Foucault :
- la Brazucade (août), repas de cuisson au gril sur un feu de bois importé du Sud-Ouest ;
- la Foire aux poulains (octobre), manifestation lancée dans les années 1890 par l’aubergiste Pierre Lavergne[95], une des plus anciennes organisées dans le département[96] ;
- le Rallye de Curzon (mai), compétition pédestre, équestre et cycliste mise en place à partir de 1997[97].

De plus, chaque année, l’association Sèvres-Anjou Modélisme, basée à Saint-Laurent-sur-Sèvre (Vendée) et à Andard (Maine-et-Loire, actuellement Loire-Authion), organise un concours d’aéromodélisme dans le communal depuis 1976.

### Santé
Alors que la commune n’en admet plus, les professionnels de santé (pharmacies et médecins) les plus proches se trouvent à Champ-Saint-Père, Angles et Moutiers-les-Mauxfaits.
Des soins infirmiers à domicile sont prodigués par des professionnels libéraux et par le centre d’Angles-Longeville, géré par une association locale de l’ADMR.
L’hôpital situé au plus près du territoire municipal est une antenne du centre hospitalier de la Vendée, à Luçon.

### Sécurité et centre de secours
La brigade de gendarmerie compétente pour la commune est celle de Moutiers-les-Mauxfaits. Dans le cadre du service départemental d’incendie et de secours, le centre de secours compétent sur le territoire est celui de Champ-Saint-Père.

### Sports

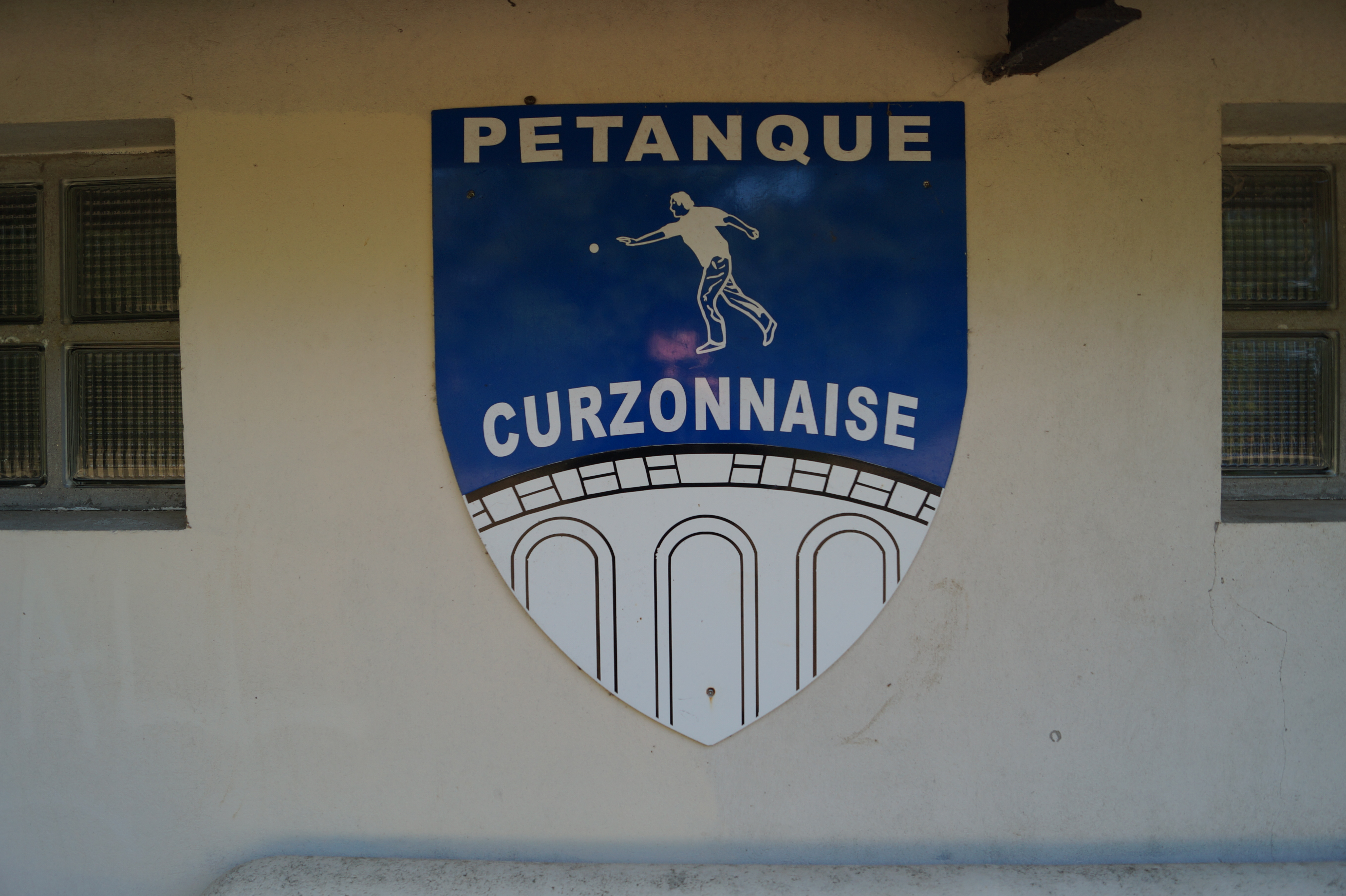
Le blason de la Pétanque curzonnaise, derrière le logis Sainte-Marguerite.

Une seule association sportive admet son siège social à Curzon, la Pétanque curzonnaise, d’une quarantaine de membres.
O’Plaisir de l’eau, une base de loisirs proposant des sports de pagaie, est autorisée à s’implanter à proximité du communal en 2016. Elle offre la possibilité de découvrir les marais de Curzon à travers différents parcours,.

### Médias
Chaque semestre depuis janvier 2009, la municipalité édite un bulletin communal intitulé L’Écho du Marais curzonnais.
L’actualité de Curzon est couverte par le quotidien Ouest-France et plus rarement par France 3 Pays-de-la-Loire, antenne métropolitaine de proximité de France Télévisions.

### Cultes

#### Culte catholique
Le culte catholique est organisé dans la commune par la paroisse Saint-Jacques-du-Val-Graon depuis le 1er septembre 1997 (doyenné de Talmont), une structure religieuse qui regroupe huit communes et dont le siège est fixé à Moutiers-les-Mauxfaits. Localement, c’est par le biais de la communauté chrétienne de proximité des « Quatre Clochers » — comprenant ceux de Curzon, Champ-Saint-Père, Saint-Cyr et Saint-Vincent — que sont organisées les animations. L’église Saint-Romain est ponctuellement utilisée comme lieu de culte paroissial.

#### Autre culte
Il n’existe pas d’autre culte dans le cadre municipal et intercommunal. Cependant, pendant la saison estivale, des messes protestantes sont célébrées à la chapelle de la Terrière, à La Tranche-sur-Mer. Les autres lieux de culte israélite et musulman sont situés aux Sables-d’Olonne et La Roche-sur-Yon.

## Économie

### Revenus de la population, fiscalité et emploi
Alors que le nombre de ménages fiscaux s’élève à 206 en 2014, la médiane du revenu disponible par unité de consommation est de 16 729 euros.
En 2014, sur 264 personnes âges de 15 à 64 ans, 70,1 % sont actifs : 136 détiennent un emploi tandis que 49 sont au chômage (18,6 % de l’ensemble de la population).
La même année, on compte 36 emplois dans la zone, contre 42 en 2009. Alors que le nombre d’actifs ayant un emploi résidant dans la zone est de 137, l’indicateur de concentration d’emploi est de 26,3 %, ce qui implique que la commune n’offre un emploi que pour quatre personnes actives, faisant de Curzon une zone « résidentielle » assimilable à un village-dortoir.
Selon le zonage de l’Institut national de la statistique et des études économiques de 2010, Curzon est l’une des cent communes de la zone d’emploi de La Roche-sur-Yon.

### Entreprises et commerces
Au 31 décembre 2015, Curzon compte 27 établissements : 11 dans l’agriculture-sylviculture-pêche, 1 dans l’industrie, 5 dans la construction, 8 dans le commerce-transports-services divers et 2 étaient relatifs au secteur administratif.
En 2015, 3 entreprises ont été créées dans la commune, toutes par des auto-entrepreneurs.

## Culture locale et patrimoine

### Lieux et monuments

#### Patrimoine protégé
Curzon dispose de trois monuments répertoriés au titre des Monuments historiques :
- la crypte de l’église Saint-Romain, classée en 1875 et située dans le bourg ;
- les ponts du Port-la-Claye, inscrits en 1985 et partagés entre trois autres communes (La Bretonnière-la-Claye, Lairoux et Saint-Cyr-en-Talmondais).

Trois objets religieux se situant dans l’église Saint-Romain sont inscrits aux Monuments historiques : un ostensoir (1977), une croix de procession (1982) et un calice (1993).

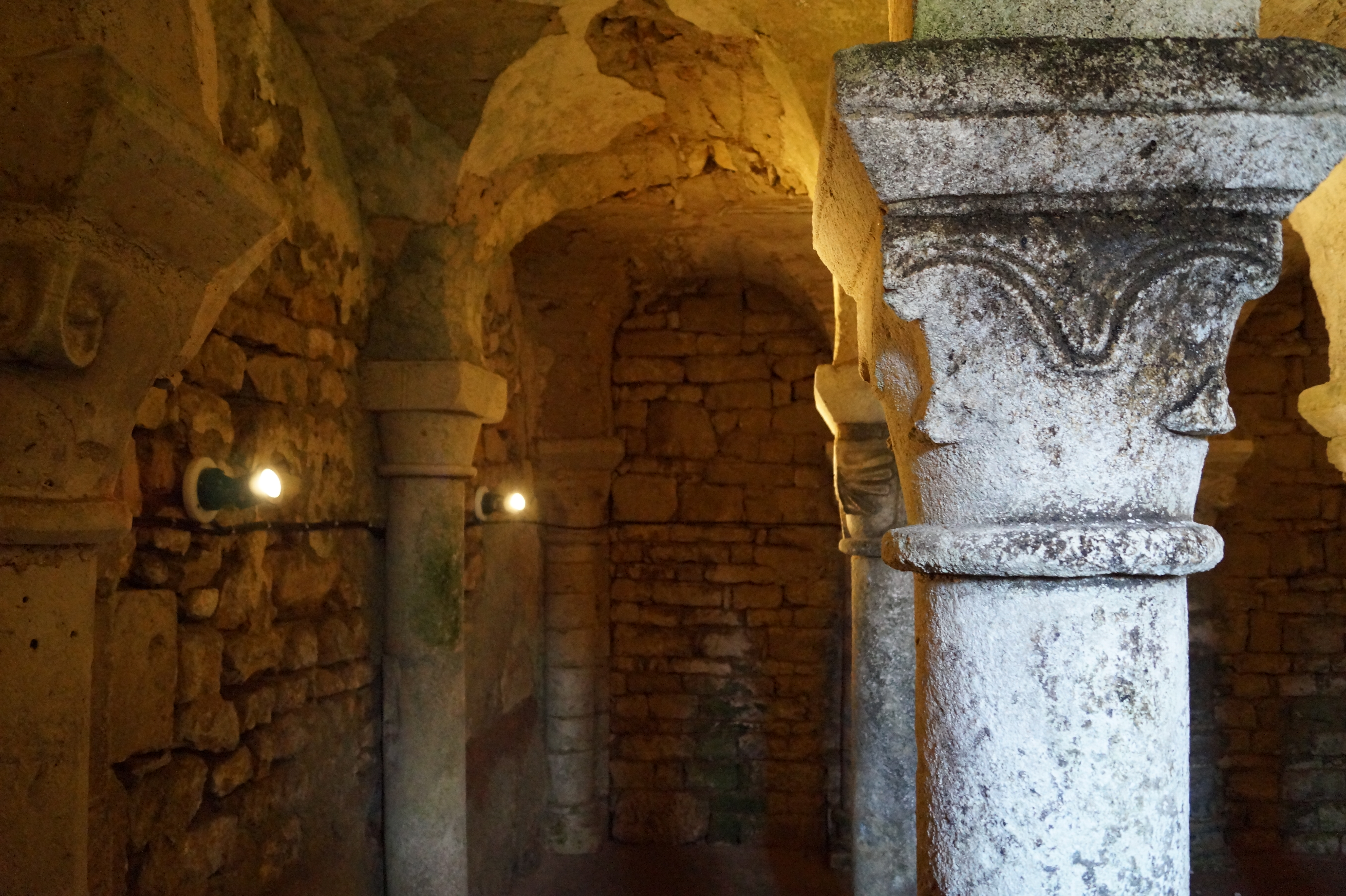
Une série de colonnettes de la crypte.
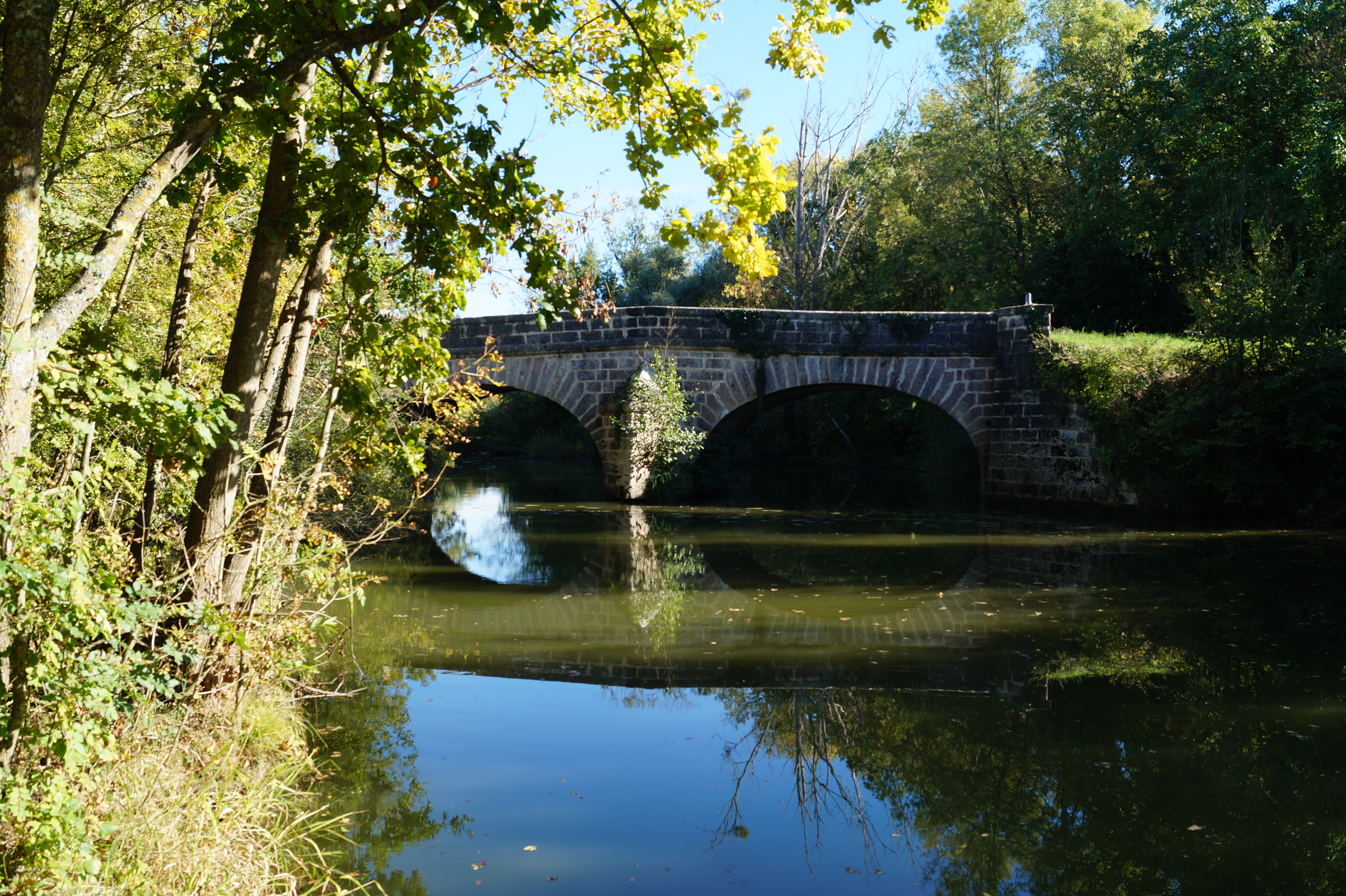
Le pont à deux arches du Port-la-Claye franchissant la rivière de Saint-Benoist.
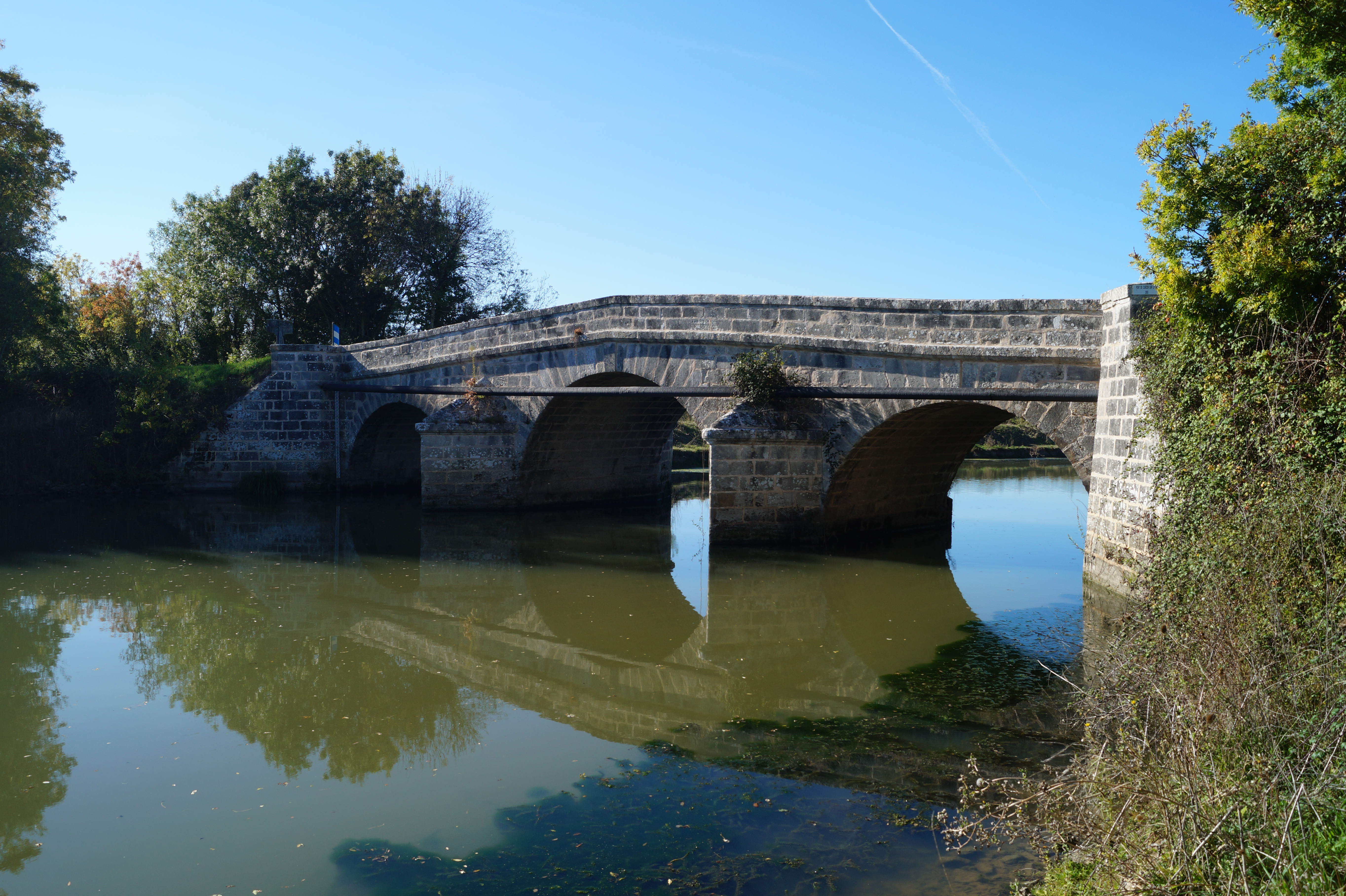
Le pont franchissant le Lay.

#### Ouvrages d’art fluviaux
Liés à la forte imprégnation du Lay sur le territoire, de nombreux ouvrages d’art émaillent la commune.
Sur son cours principal, seuls les ponts du Port-la-Claye et le pont Désiré (passerelle reliant les deux parties du communal de Curzon) enjambent le Lay.
Sur la rivière de Saint-Benoist, dite « Petit-Lay » depuis le XXe siècle, les ouvrages sont plus nombreux. On en compte six :
- le pont des Îlots, doté d’une vanne ;
- le pont du Communal ;
- le pont du Prieuré (ou « pont Caillaud ») ;
- le pont du Quart ;
- le pont des Deux-Ponts ;
- le pont des Balises.

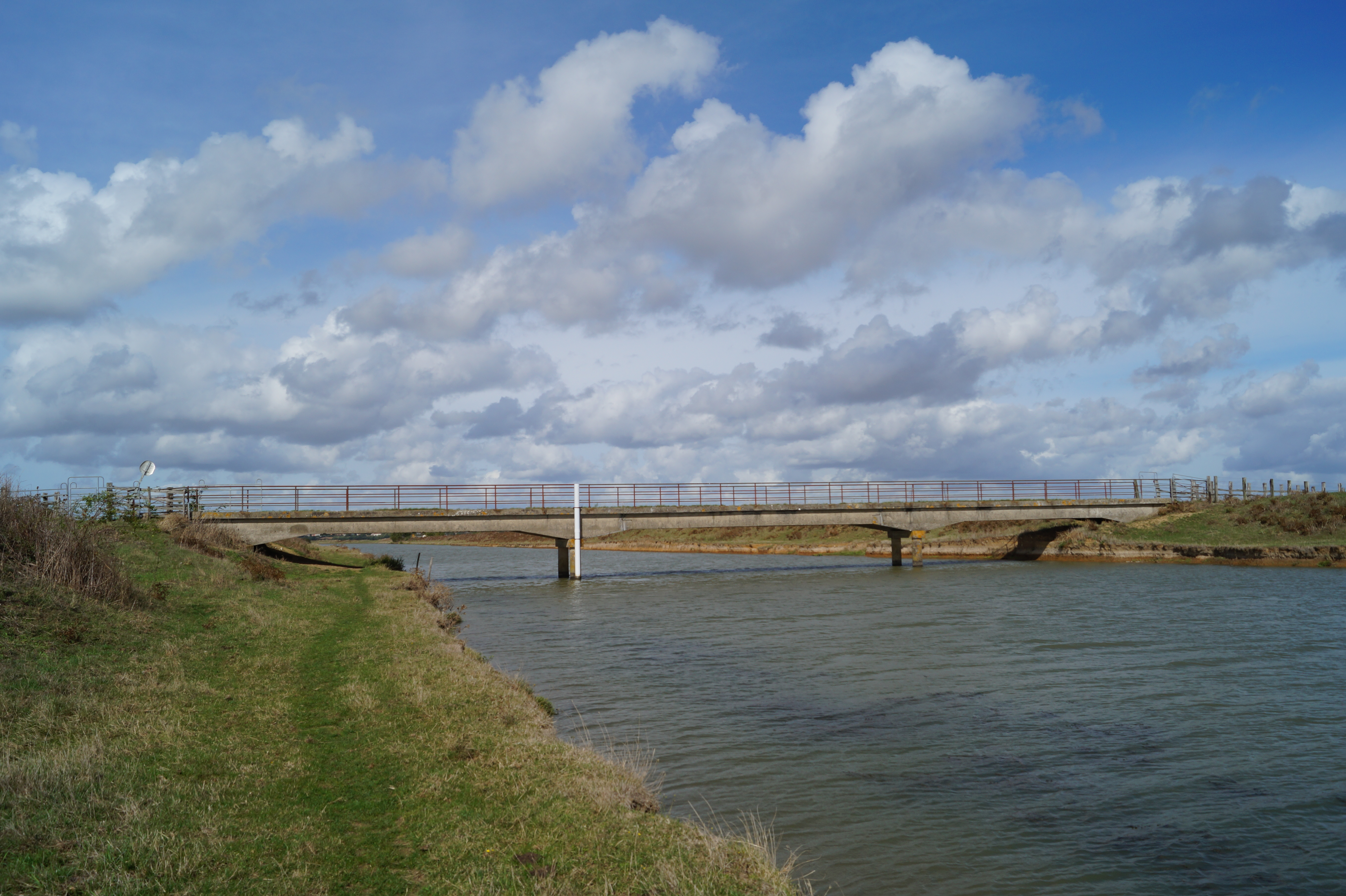
Le pont Désiré.
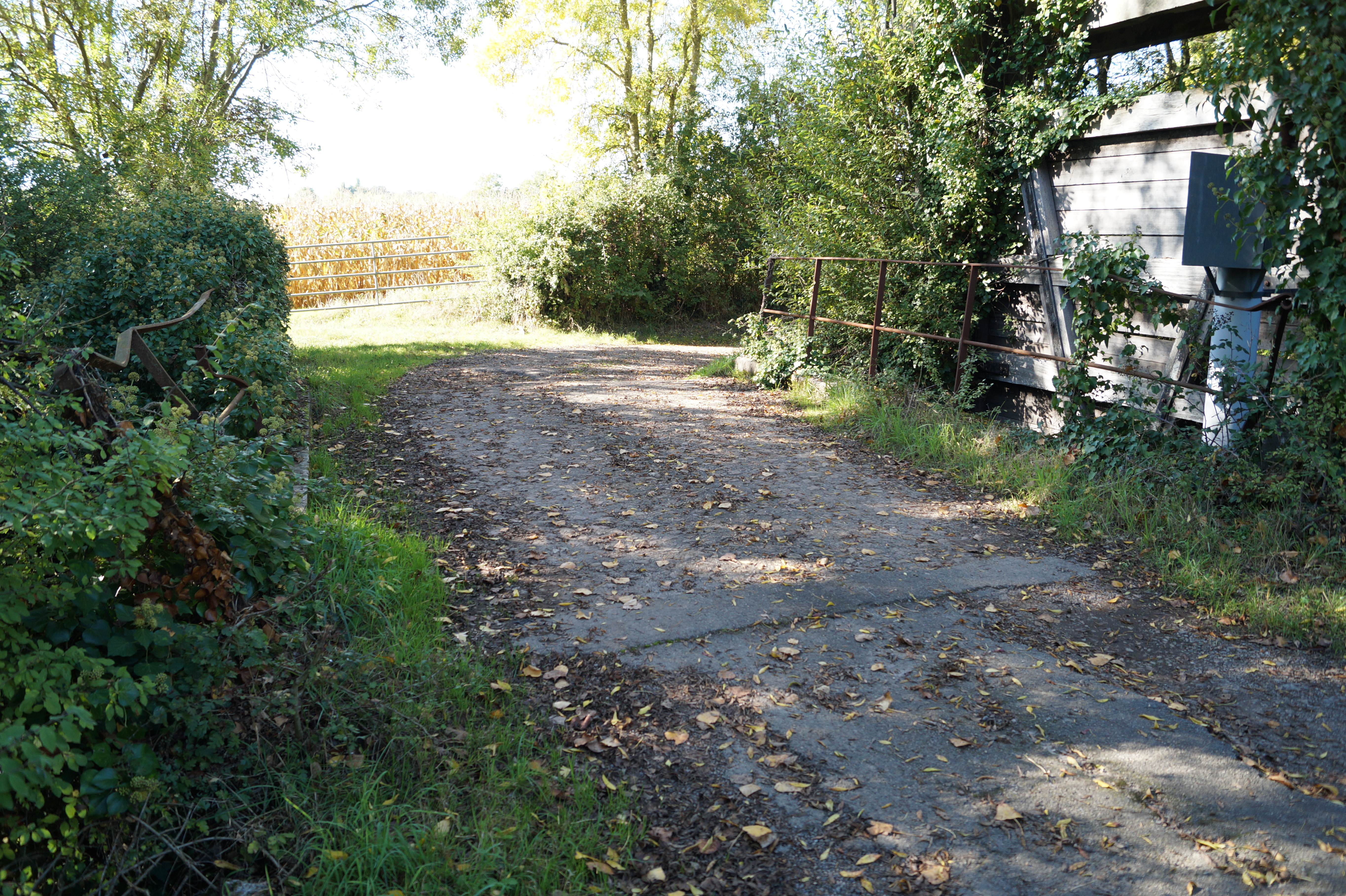
Le pont des Îlots.
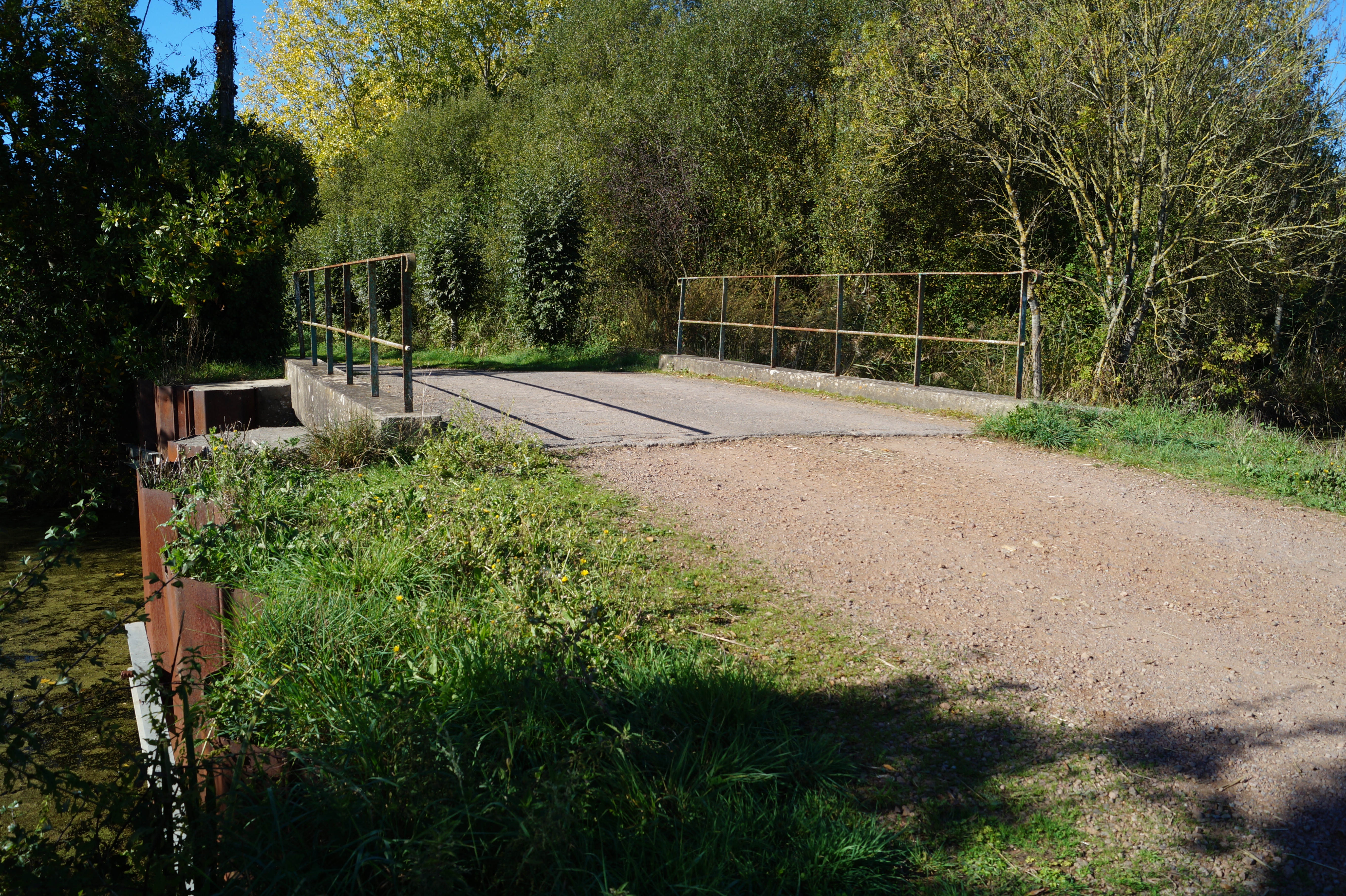
Le pont du Communal.
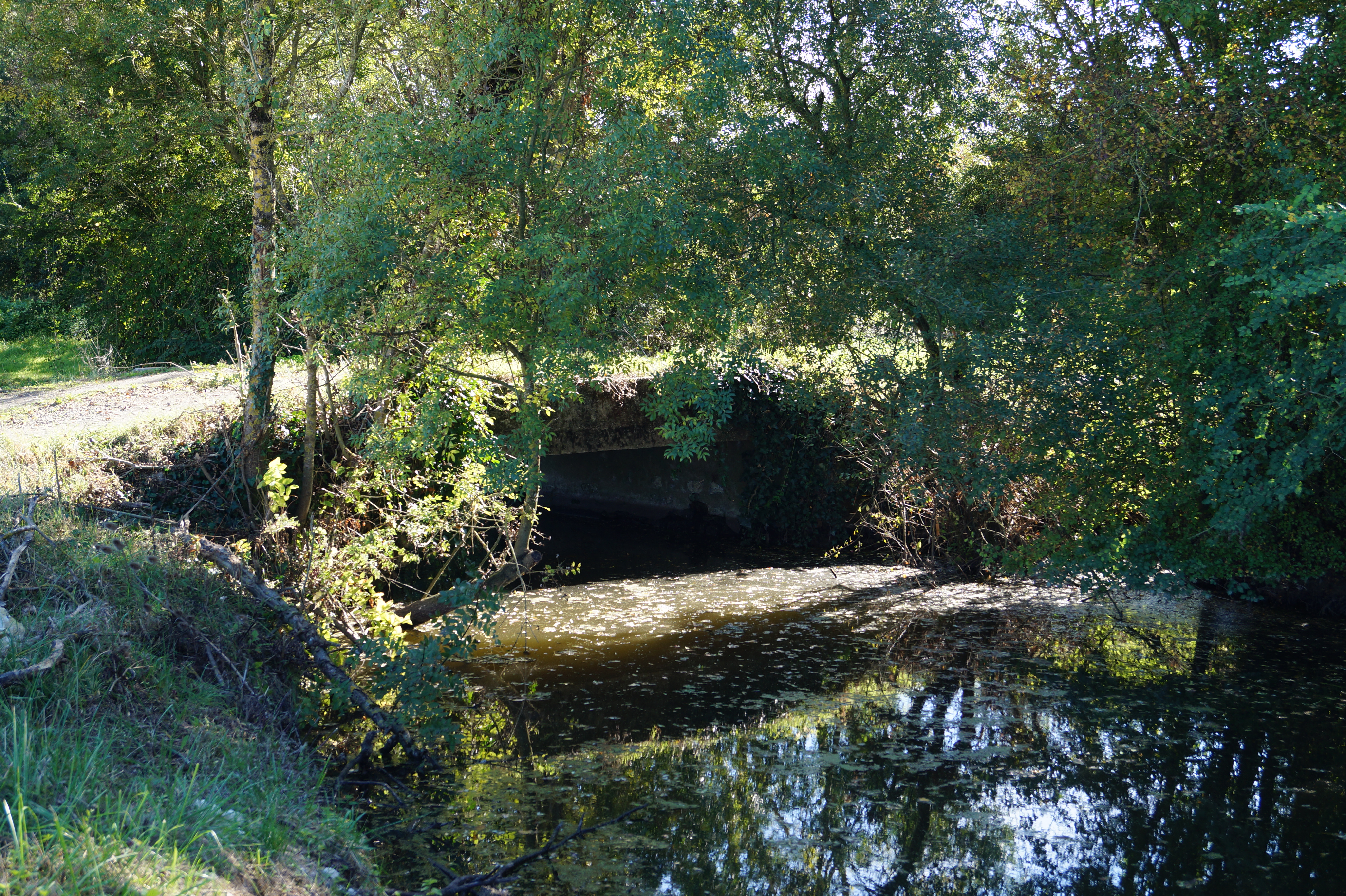
Le pont du Prieuré.
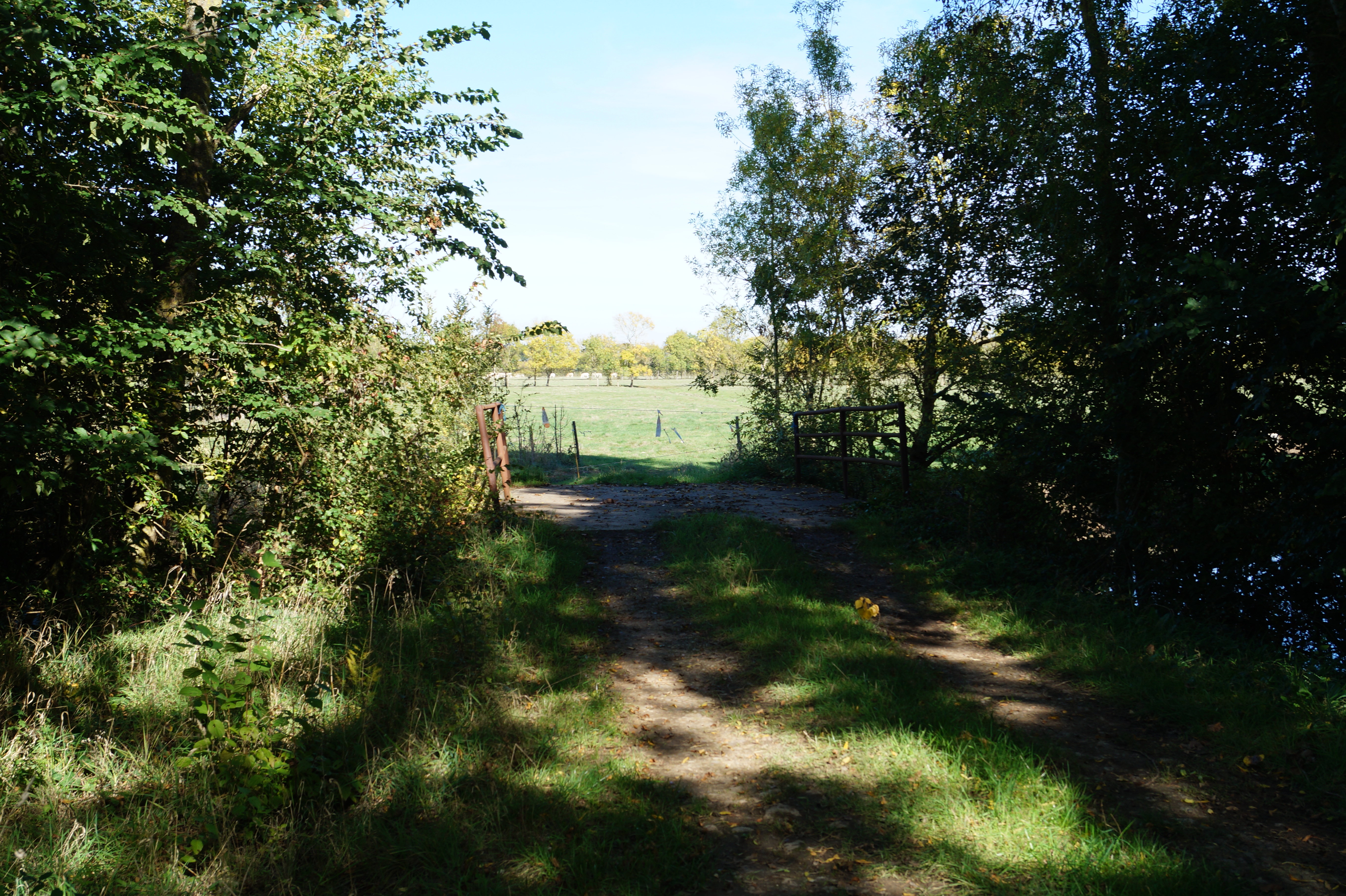
Le pont du Quart.
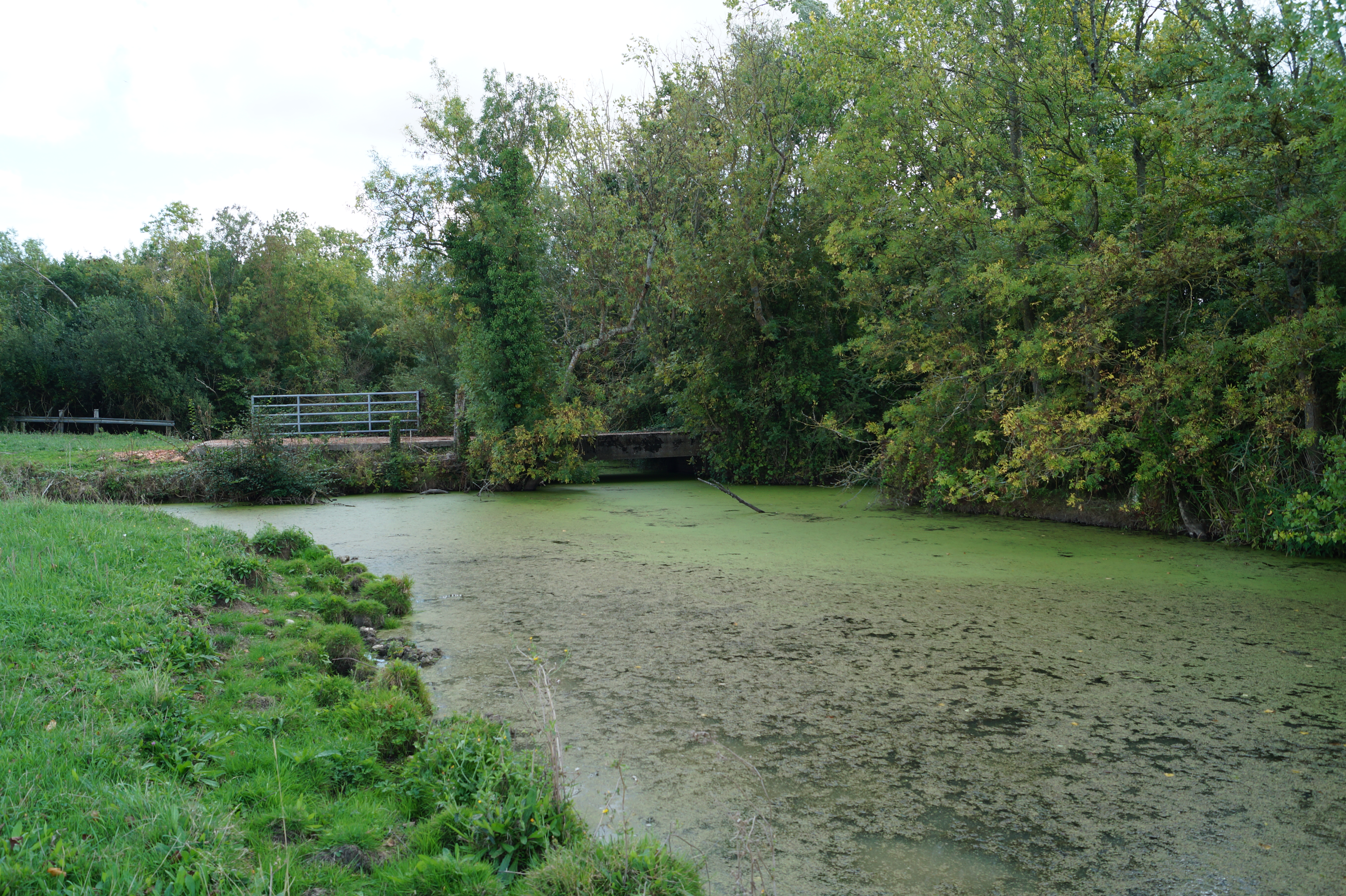
Le pont des Deux-Ponts.
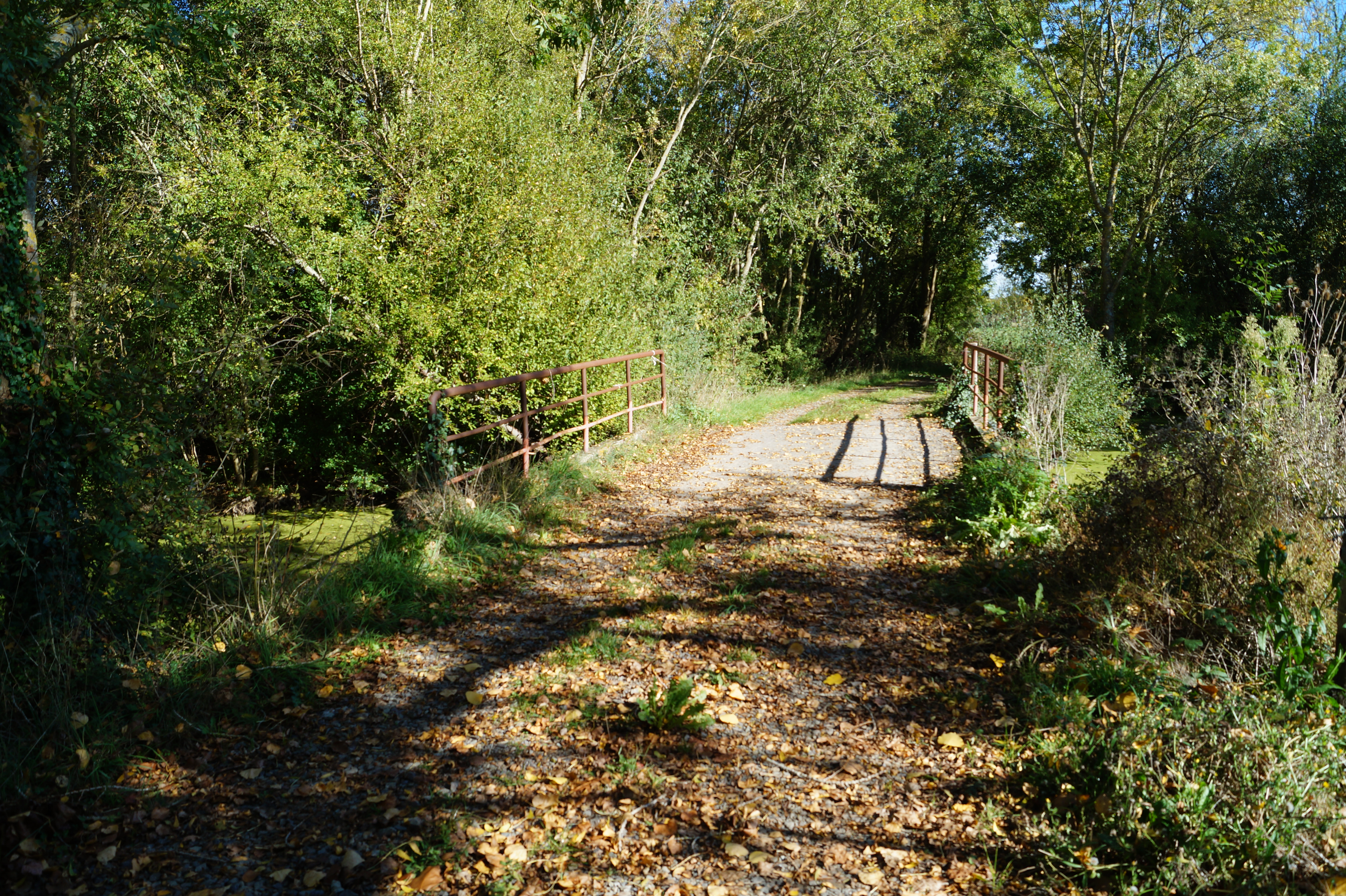
Le pont des Balises.

#### Autre patrimoine
En matière de patrimoine civil, la commune dispose de plusieurs monuments :
- l’école Saint-Joseph (XIXe siècle), ancien établissement d’enseignement privé ;
- l’école des filles (XIXe siècle) ;
- l’école des garçons (XIXe siècle), actuelle « école des Hirondelles », réalisée par Charles Smolski[111] ;
- le logis de la Grenouillère, ancien siège seigneurial secondaire construit sur une villa ;
- le logis Sainte-Marguerite (XXe siècle), ancien orphelinat ;
- le monument aux morts (1921), réalisé par Florimond Météreau.

Enfin, outre l’église, un patrimoine religieux marque le bourg de Curzon :
- le calvaire (rue du Logis) ;
- la chapelle du logis Sainte-Marguerite ;
- la croix de mission (rue de l’Aubraie) ;
- la Vierge à l’Enfant (rue du Bourg-Canteau).

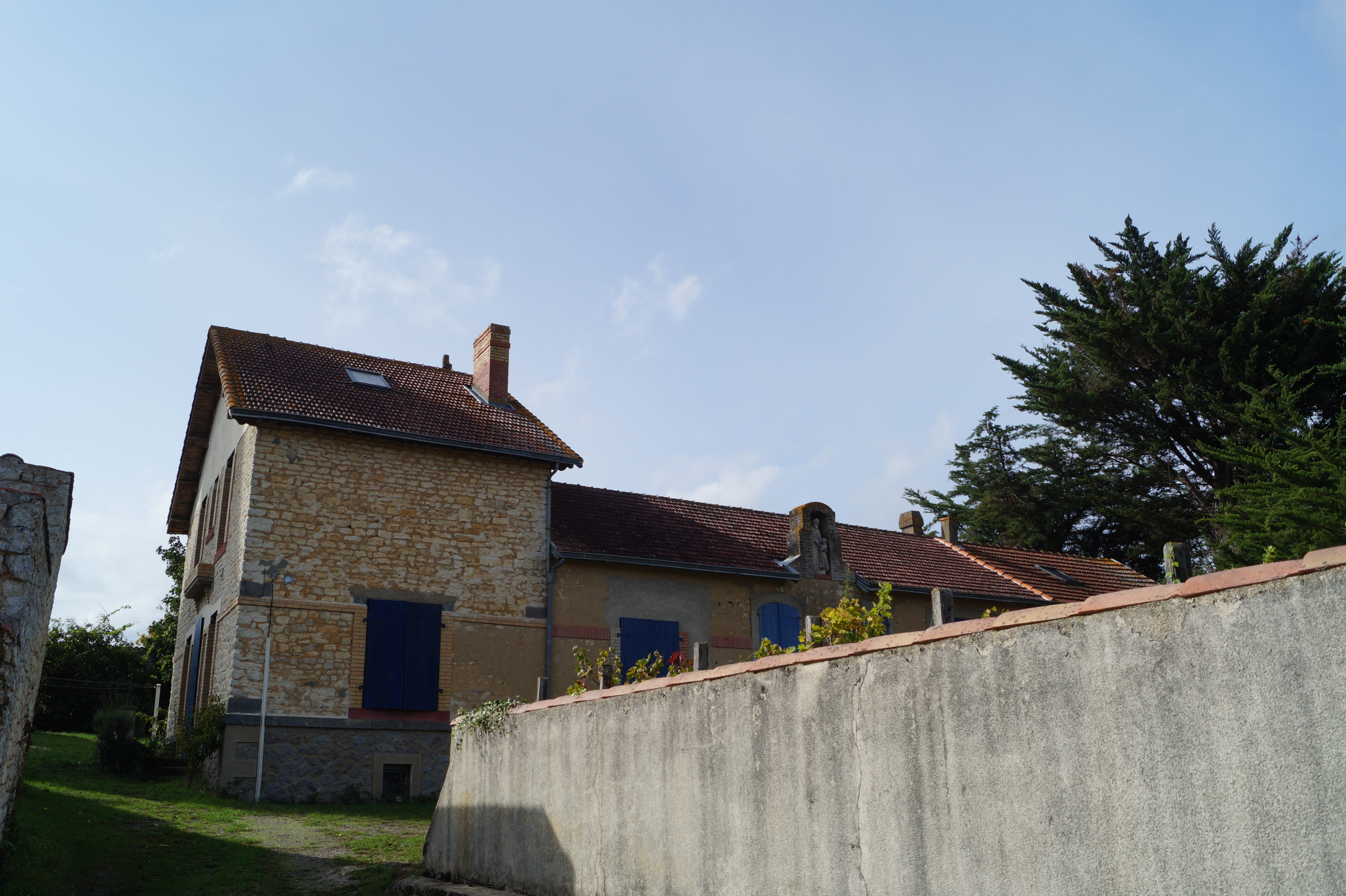
L’école Saint-Joseph.
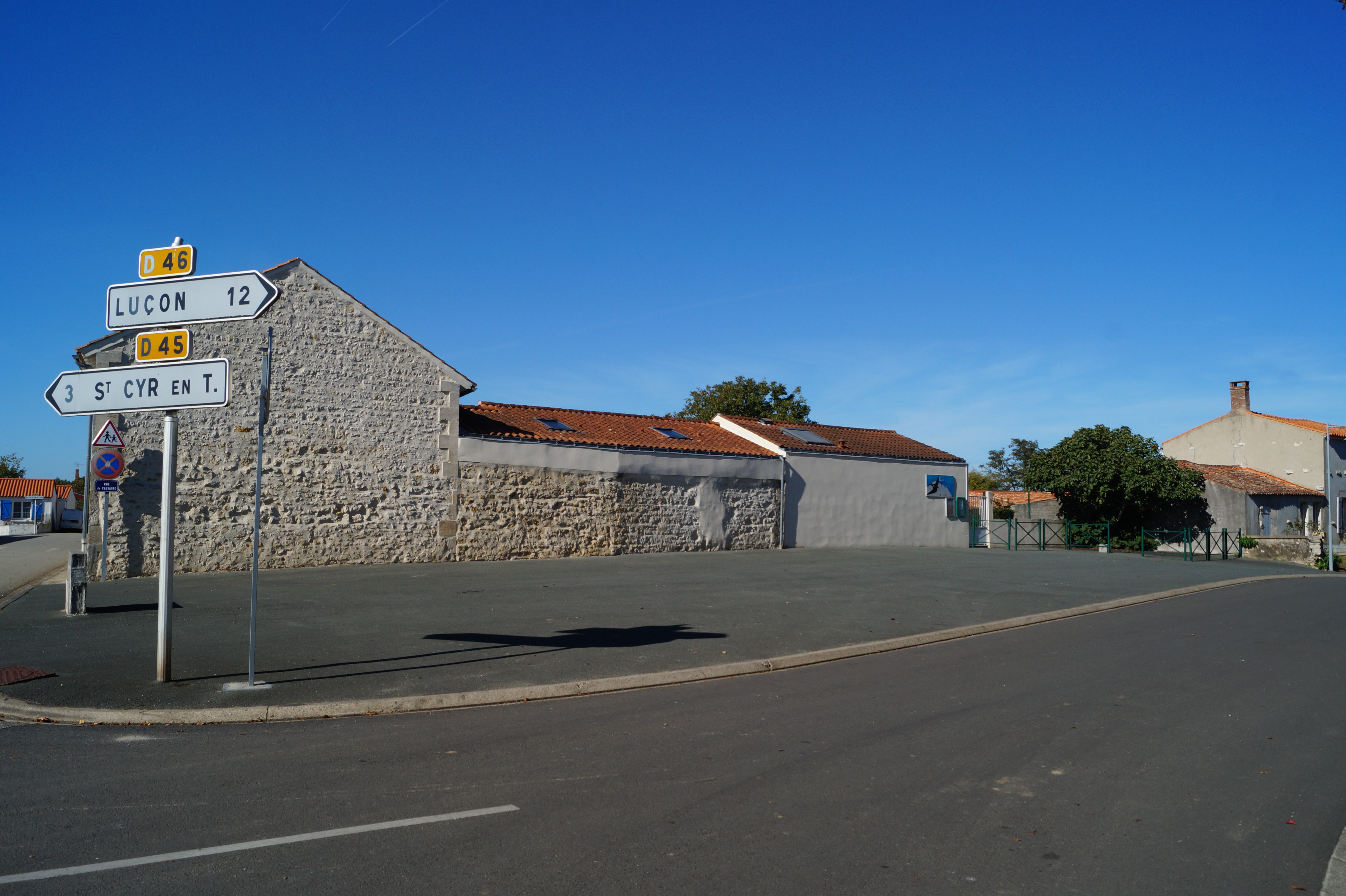
L’école des Hirondelles.
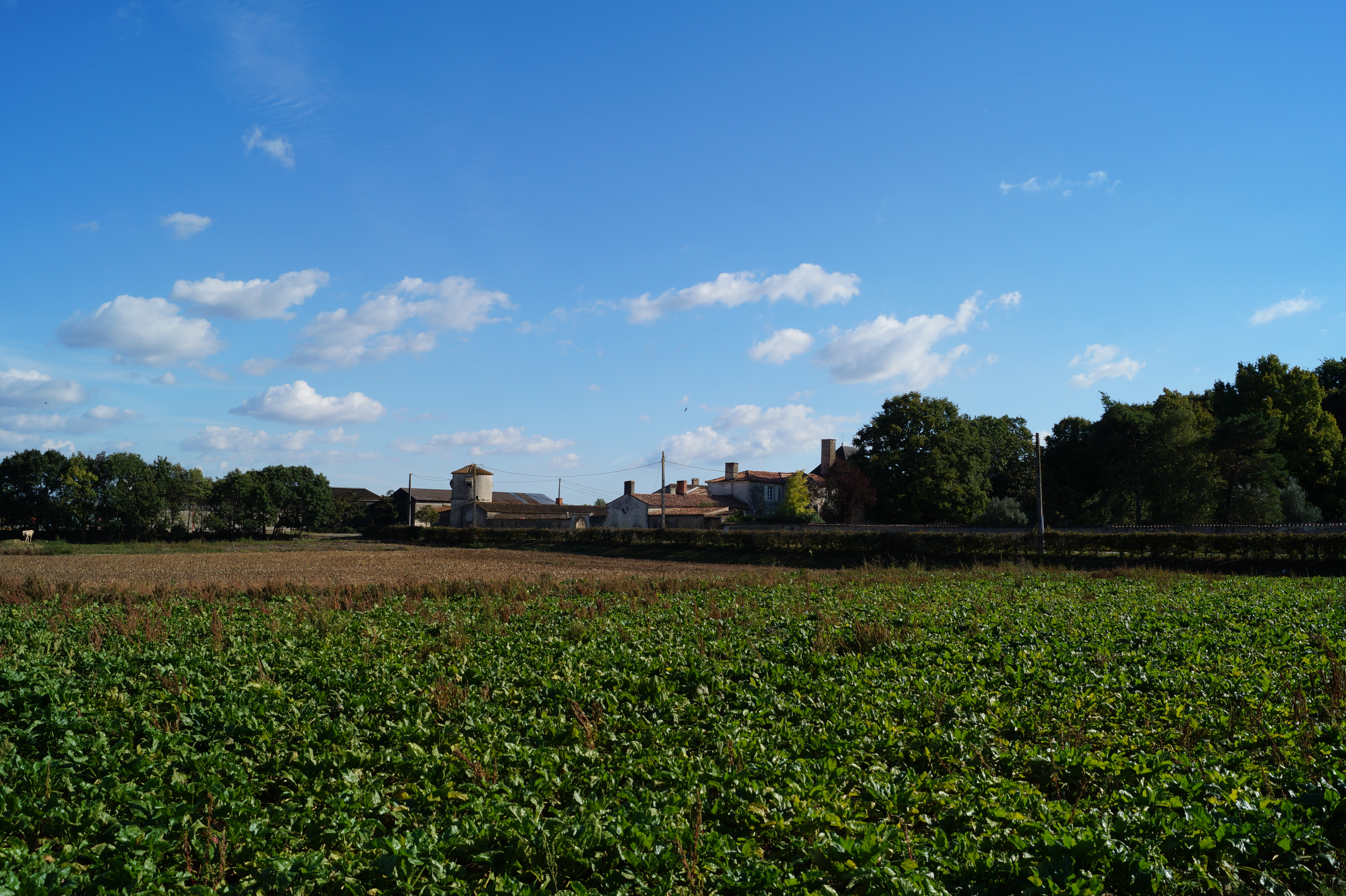
Le logis de la Grenouillère.
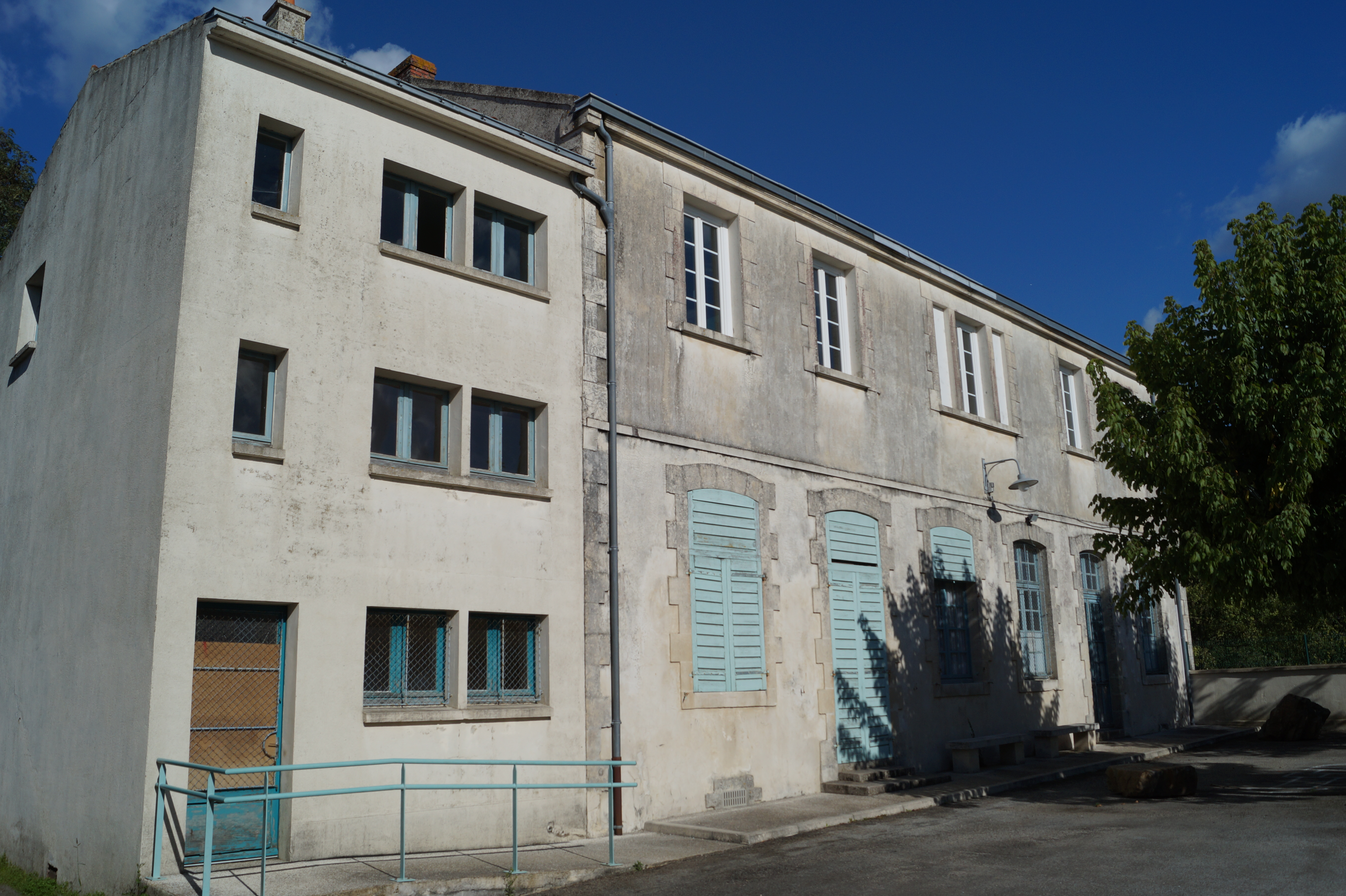
Le logis Sainte-Marguerite.
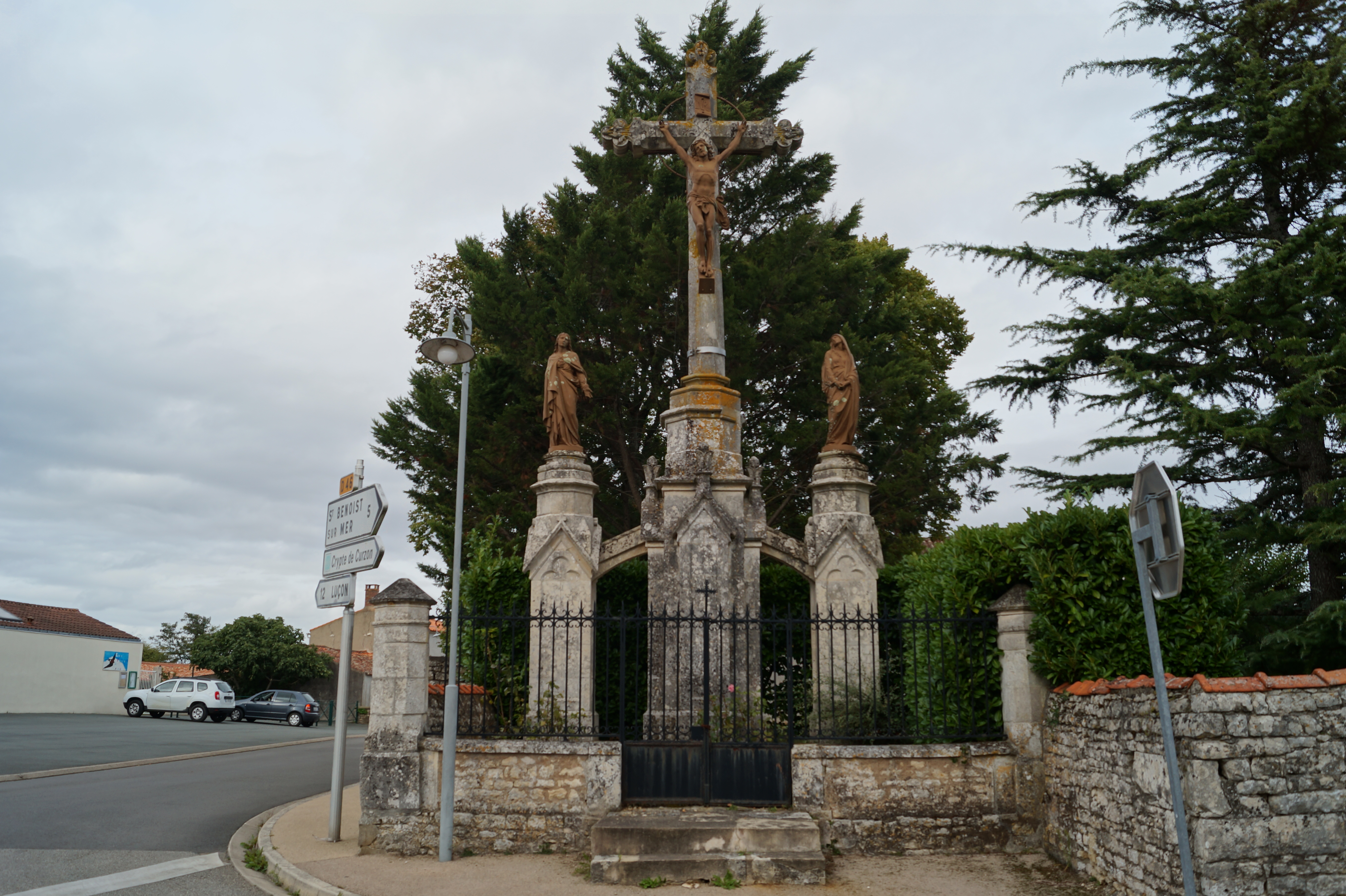
Le calvaire.
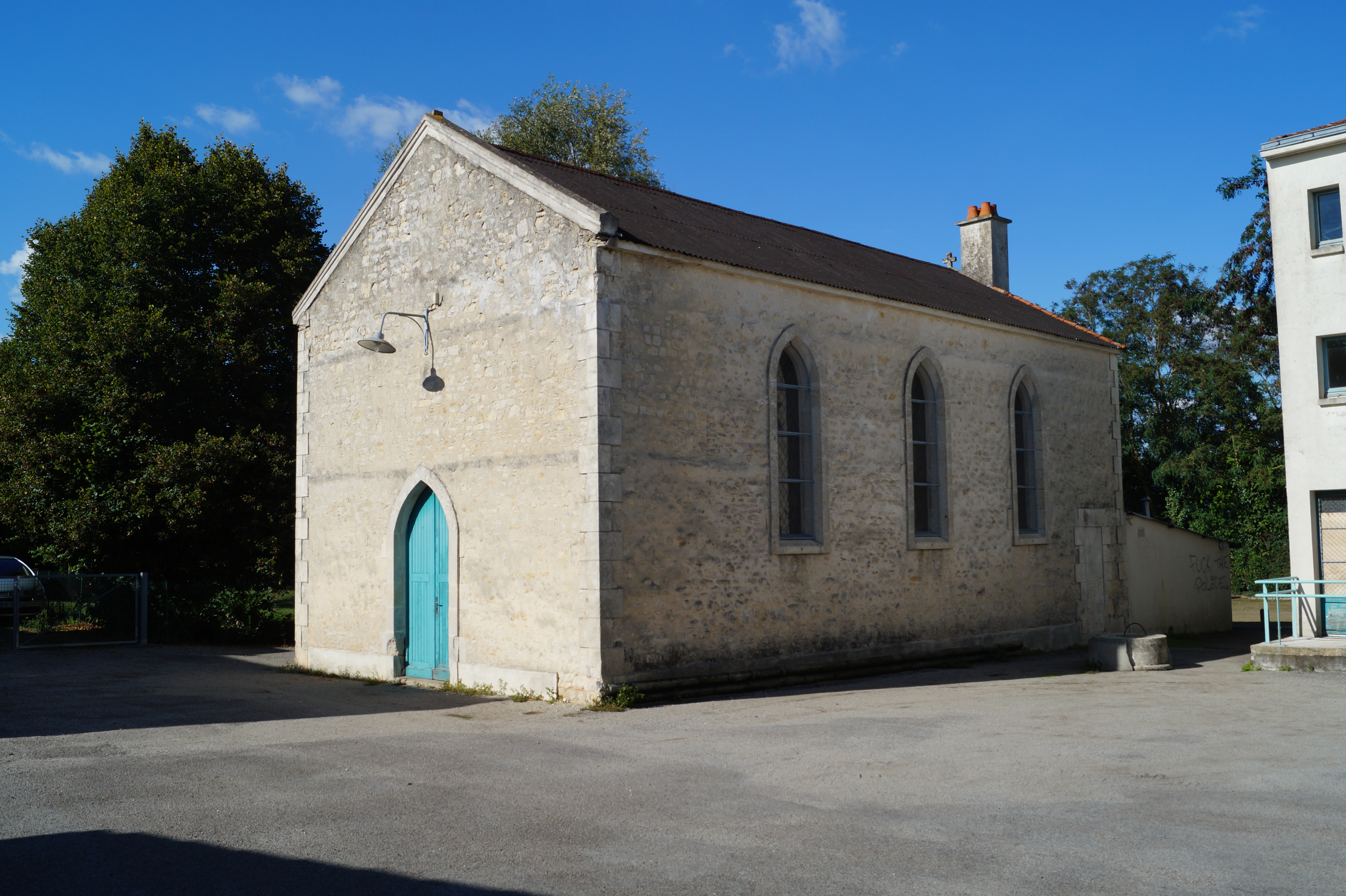
La chapelle du logis.
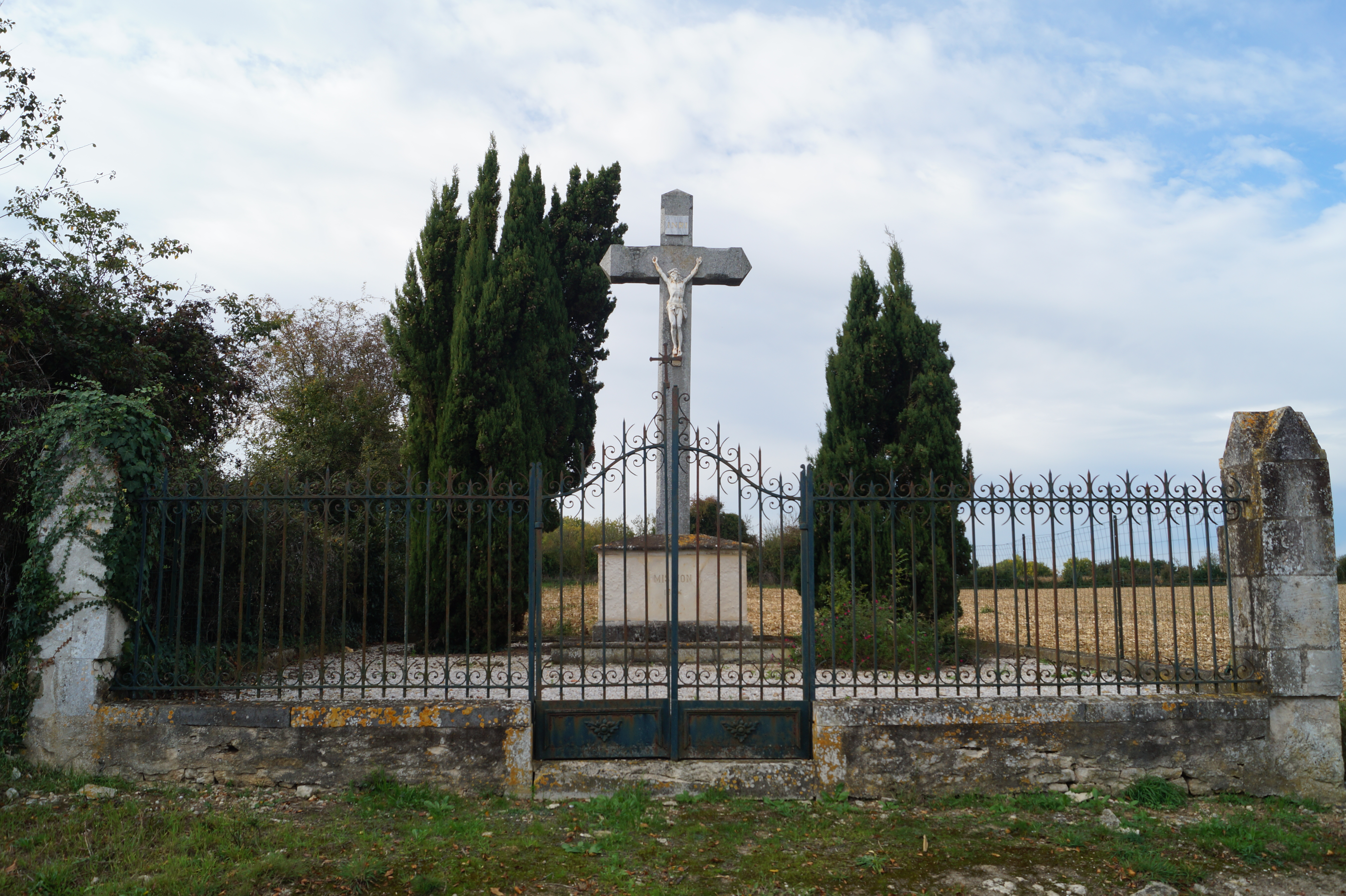
La croix de mission.
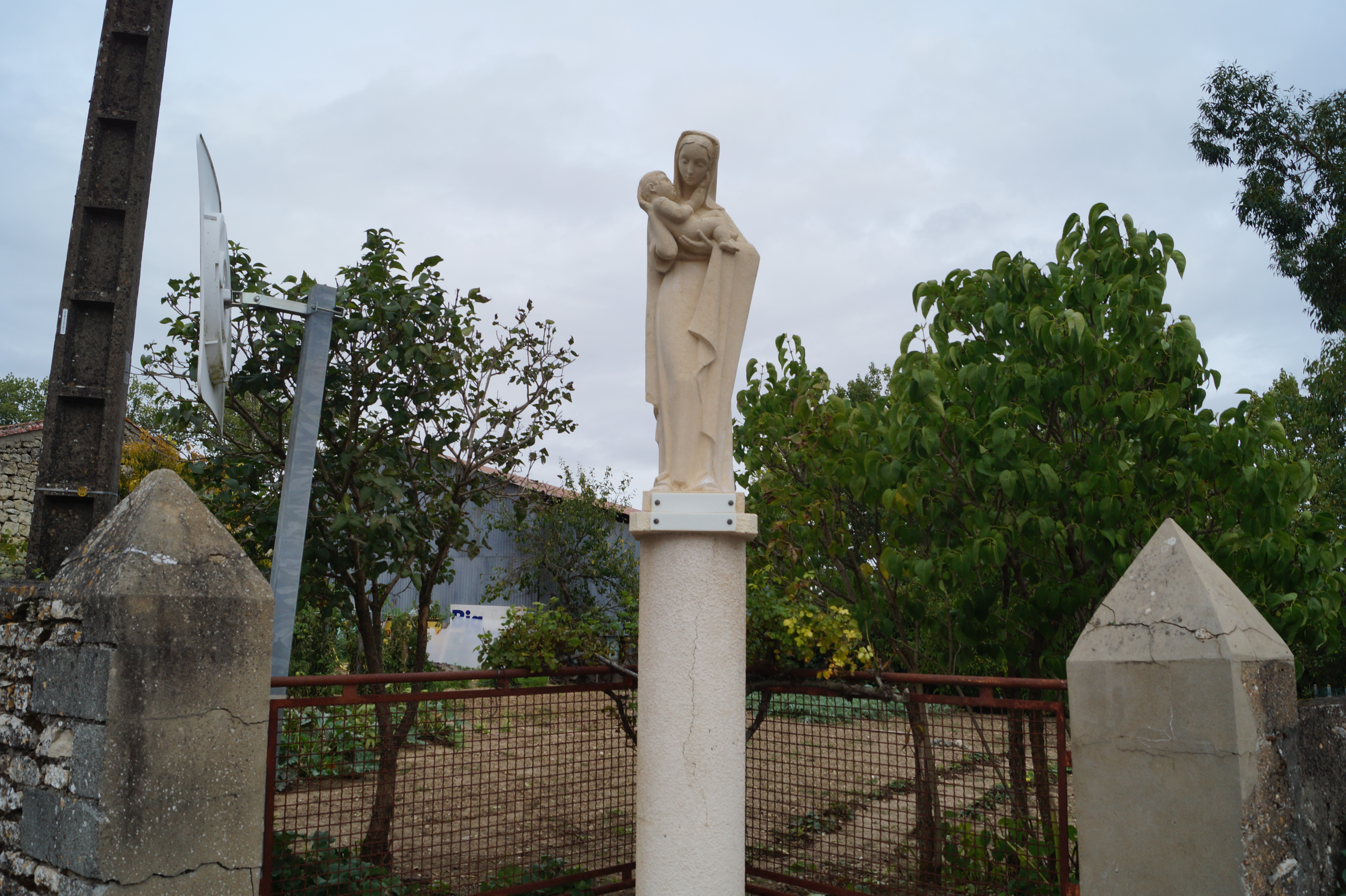
La Vierge à l’Enfant.

### Patrimoine culturel
Outre plusieurs aires de pique-nique, une aire de jeux et un terrain de tennis, la commune dispose d’un foyer rural.
La municipalité met à la disposition plusieurs locations saisonnières dans le bourg, ainsi que le foyer rural et une ancienne menuiserie acquise en 2003,.

### Patrimoine naturel
Par décret du 20 mai 2014, Curzon est l’une des 93 communes fondatrices du parc naturel régional du Marais poitevin, situé à cheval sur les départements de la Charente-Maritime, des Deux-Sèvres et de la Vendée.
Avec une partie de la commune de Lairoux, une portion de territoire de Curzon, appelée « communaux de Curzon-Lairoux et leurs abords », est classée comme zone naturelle d’intérêt écologique, faunistique et floristique (ZNIEFF). Une autre ZNIEFF, dénommée « complexe écologique du Marais poitevin, des zones humides littorales voisines, vallées et coteaux attenants », est également située administrativement sur le territoire municipal ; elle reprend deux parcelles de plus que la précédente.
La commune est classée comme site Natura 2000 à deux titres au sein du Marais poitevin : en tant que site d’importance communautaire et zone de protection spéciale.

### Personnalités liées à la commune
- Philippe de Commynes (1447-1511), noble flamand au service de Louis XI, brièvement seigneur du Curzonnais.
- Jean-Luc Lahaye (1952), chanteur français, propriétaire dans le bourg de Curzon.
- Florimond Météreau (1888-1978), artiste peintre français séjournant régulièrement à Curzon, sculpteur du monument aux morts et dont la mairie conserve des toiles.
- Robert Varnajo (1929-2024), coureur cycliste français né et résidant au Port-la-Claye, sur la commune de Curzon.

### Héraldique et logotype

#### Héraldique
| Blason | Blasonnement : D’azur au pont de trois arches d’argent, maçonné de sable, mouvant des flancs et de la pointe, surmonté de trois clochers d’or ordonnés II et I. |

#### Logotype
La municipalité se dote d’un logotype reprenant le blason au cours des années 2010.

Logotype.

### Ressources en ligne
- Code officiel géographique, « Commune de Curzon (85077) », Géographie administrative et d’étude,‎ 2017 (lire en ligne).
- Institut national de la statistique et des études économiques, « Commune de Curzon (85077) », Dossier complet,‎ 2017 (lire en ligne).

### Documents d’urbanisme
- Gaëtan Jourdain, Schéma de cohérence territoriale Vendée Cœur Océan : Diagnostic, syndicat mixte Vendée Cœur Océan, 2016, 106 p.
- Perrine Theillard, Benjamin Sautjeau, Victor Laratte et Didier Delzor, Schéma de cohérence territoriale Vendée Cœur Océan : État initial de l’environnement, syndicat mixte Vendée Cœur Océan, 2017, 271 p.

### Ouvrages
- Jean Renard, La Vendée : Un demi-siècle d’observation d’un géographe, Rennes, Presses universitaires de Rennes, coll. « Espace et territoires », 2005, 308 p. (ISBN 2-7535-0075-4).
- Jean-Loïc Le Quellec, Dictionnaire des noms de lieux de la Vendée, La Crèche, Geste Éditions, coll. « Geste Poche » (no 14), 2006, 3e éd. (1re éd. 1995), 443 p. (ISBN 2-84561-263-X).
- Michel Froger et Michel Pressense (préf. Michel Crucis), Armorial des villes de Vendée, Chantonnay, Froger, 1991, 96 p. (ISBN 2-908289-00-8).
- Benjamin Fillon et Octave de Rochebrune, Poitou et Vendée : Études historiques et artistiques, Niort, Clouzot, 1887 (lire en ligne).

### Articles de périodiques
- Abel Bouhier, « Les communaux de la partie orientale du Marais poitevin », Norois, no 49,‎ janvier-mars 1966 (lire en ligne).
- René Valette, « Inventaire historique et archéologique de la Vendée (suite) », Revue du Bas-Poitou, no 48,‎ 1935.
- Abbé Ferdinand Baudry, « XI. Légende de Curzon », Revue des traditions populaires, no 22,‎ 1907, p. 380-381.
- Abbé Ferdinand Baudry, « Objets du Moyen-Âge découverts à Curzon : importance religieuse et féodale de cette localité au IXe et au XIIe siècle », Annuaire de la Société d’émulation de la Vendée,‎ 1877, p. 143-164.
- Abbé Ferdinand Baudry, « Antiquités celtiques de la Vendée (tradition et légendes) : canton des Moutiers-les-Mauxfaits », Annuaire de la Société d’émulation de la Vendée,‎ 1861, p. 76-78.
- Paul Marchegay, « XXV. Canton des Moutiers-les-Mauxfaits : mode de transmission d’une propriété rurale, vers 1120 », Annuaire de la Société d’émulation de la Vendée,‎ 1858, p. 178-179.